# 八幡山城
八幡山城（はちまんやまじょう）は、滋賀県近江八幡市宮内町周辺（近江国蒲生郡）にあった日本の城（山城）。羽柴秀次の居城として知られる。別名近江八幡城とも呼ばれている。

## 概要
近江八幡駅より北西へ約2.5kmにある、独立丘鶴翼山、通称八幡山（標高283m、比高100m）の南半分山上に築城された。急峻な山城である。現在の八幡山は独立丘となっているが、築城当時は東西に内湖があり、南の平野部に城下町を配した構造は、安土城と類似した占地に築城している。城下町は安土城下町を移住させて形成された。かつての城下町の一部は日牟禮八幡宮境内地、八幡堀とともに近江八幡市八幡伝統的建造物群保存地区の名称で重要伝統的建造物群保存地区として選定されている。八幡堀は琵琶湖の水を引いて作られた堀で戦闘の用をなすだけでなく運河の役割も果たしていた。1970年代には埋め立てて公園と駐車場にする計画が立てられたが「よみがえる近江八幡の会」「八幡堀を守る会」などの住民運動によって蘇り、時代劇の撮影に使われるなど名所の一つとなっている。
2017年（平成29年）4月6日、「続日本100名城」（157番）に選定された。

## 沿革

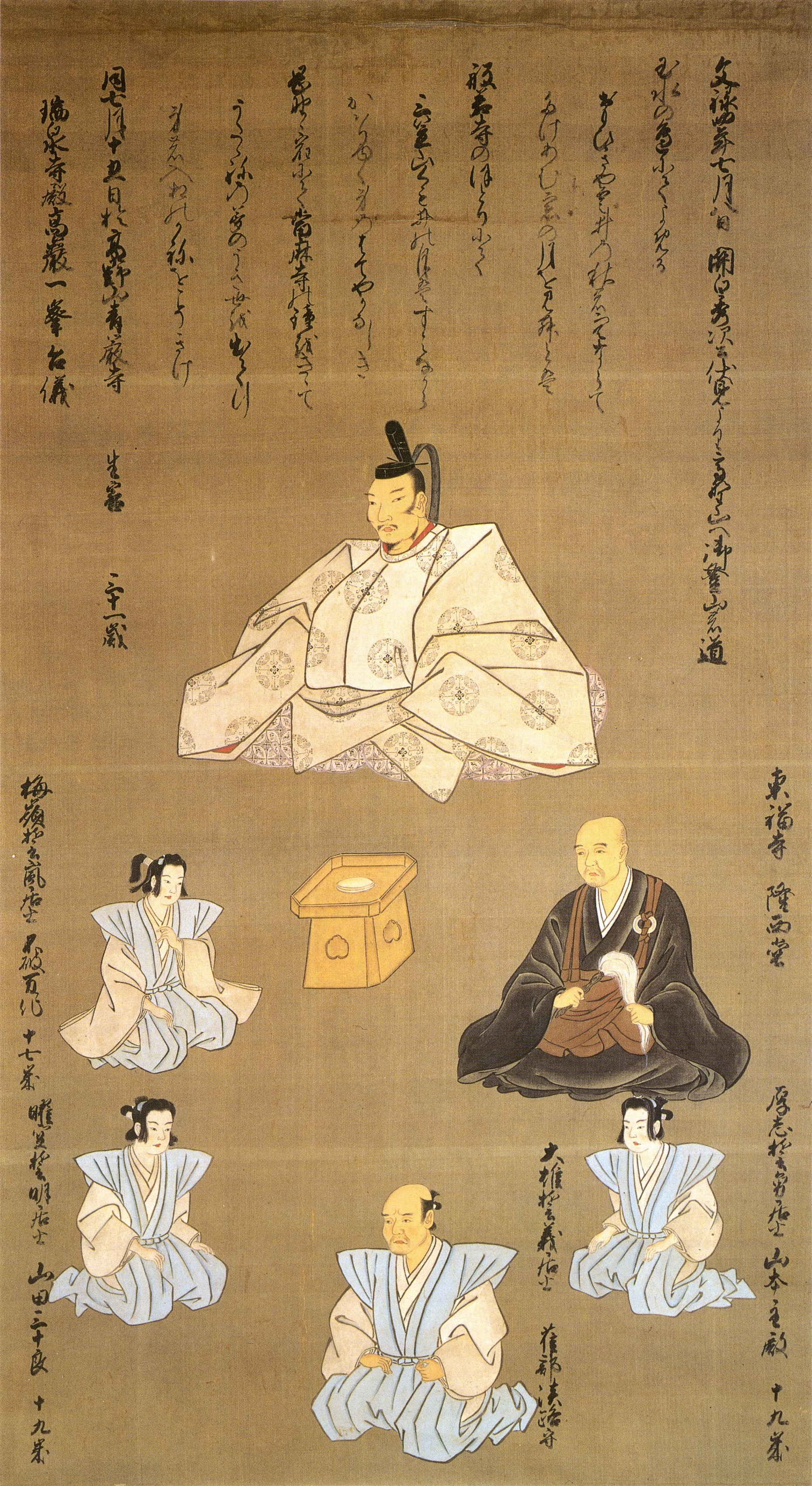
豊臣秀次像 / 瑞泉寺蔵

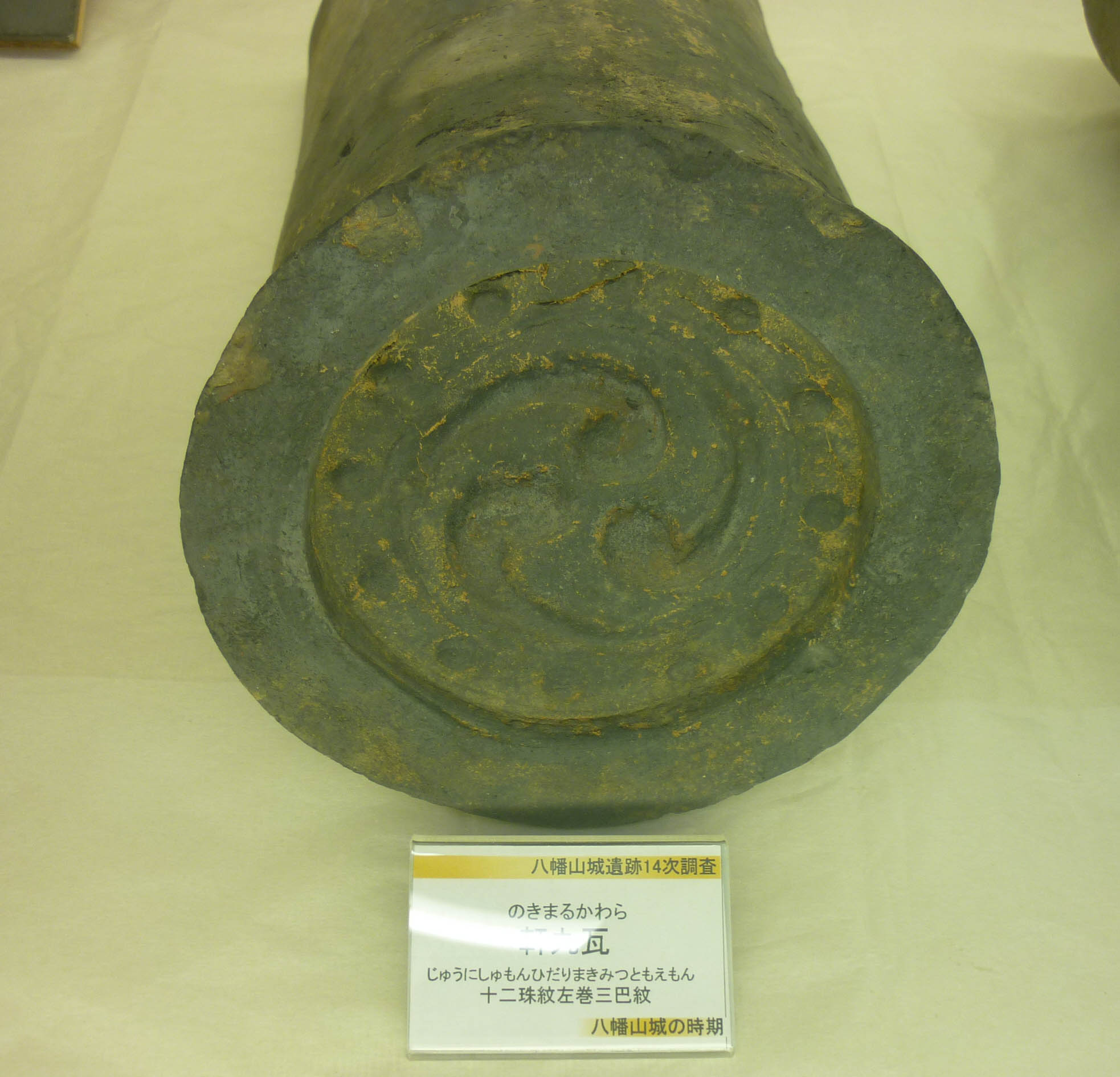
軒丸瓦（八幡山城出土遺物） / 近江八幡市立図書館所蔵

1582年（天正10年）の本能寺の変と山崎の戦いのしばらく後に灰燼に帰した安土城は、清洲会議を経て三法師（織田秀信）を城主に、織田信雄を後見人として再興することとなった。しかし翌1583年（天正11年）の賤ヶ岳の戦い以降、政情が豊臣秀吉の天下へ移行する中で、1585年（天正13年）の紀州攻め、四国征伐で副将格で戦陣に入り武勲を立てた豊臣秀次は8月23日の論功行賞で近江八幡43万石（豊臣秀次は20万石、宿老に23万石）を与えられると安土城の隣地に八幡山城を築き、安土城の建物や城下町を移築することにした。
豊臣秀吉は八幡山城を安土城に替わる近江国の国城として、豊臣秀吉自身が普請の指揮をとり、山頂の城郭と麓にある居館、そして安土城から移築した城下町の造営に力を注いだ。しかし、八幡山は安土山と違い険しい山で、山の斜面を充分活用できず麓の居館が城の中心となった。（ここから多数の桐紋の金箔瓦が出土している。金箔瓦には安土城、大坂城とよく似た形状の巴紋瓦もある）。
豊臣秀吉の八幡山築城の狙いは、豊臣秀次の宿老に田中吉政を配し、水口岡山城に中村一氏、長浜城に山内一豊、佐和山城に堀尾吉晴、竹ヶ鼻城に一柳直末を配して、近江国を軍事的、経済的要衝として万全な体制にすることにあった。
豊臣秀次は18歳で入城したが、1590年（天正18年）に尾張国清洲城へ移封。代わって京極高次が2万8千石で入城したが、1595年（文禄4年）秀次事件で羽柴秀次は切腹、聚楽第と同時期、築城から10年で八幡山城は廃城となり、京極高次は大津城へ移った。

本丸跡には秀次の母・豊臣秀吉の姉の日秀尼（智）が開基の村雲門跡瑞龍寺が1963年（昭和38年）に移転されている。

## 城郭

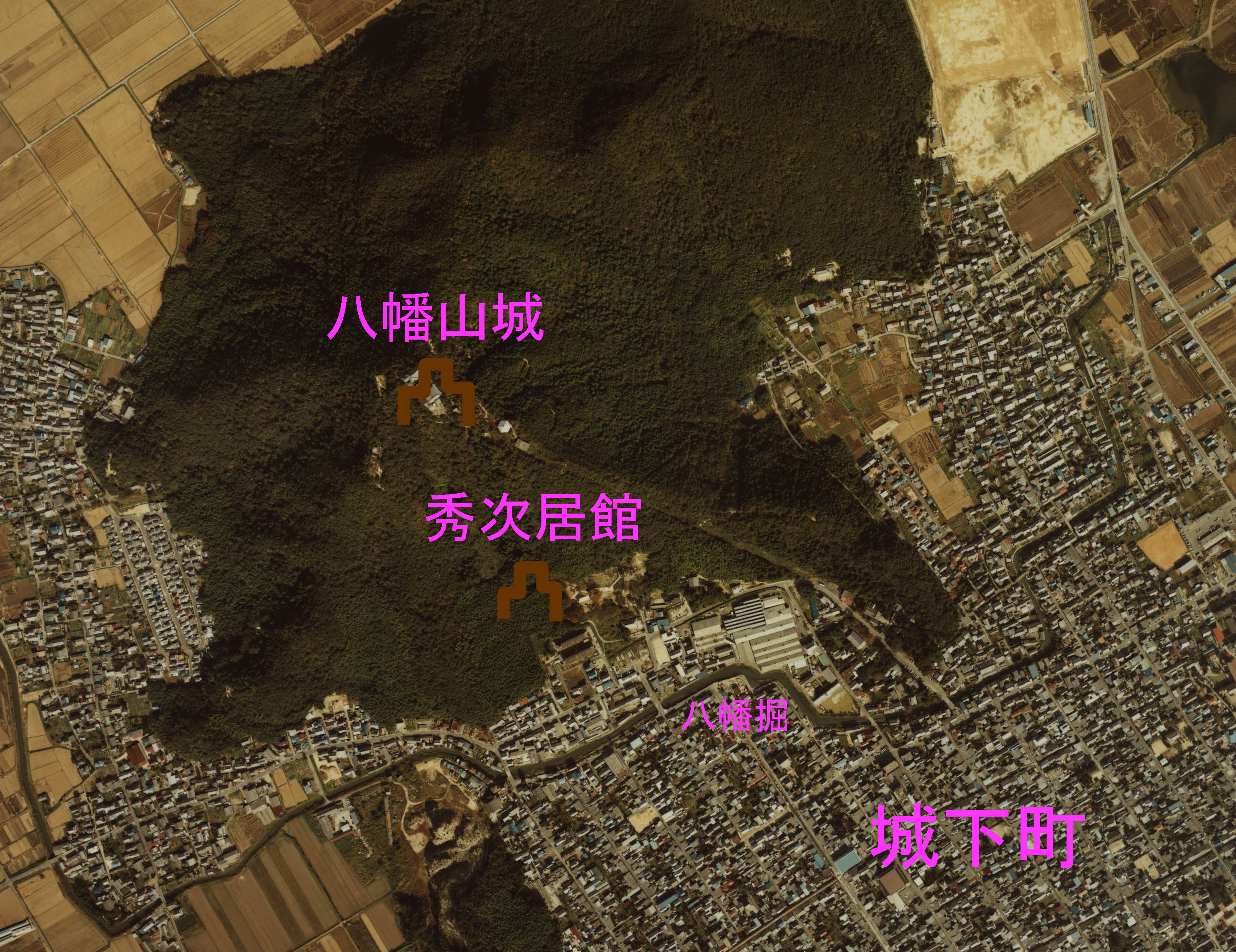
八幡山城と周辺地域の空中写真/

城跡は大きく分けて2つから成り立っている。一つは山頂部の山城と、2本の尾根に挟まれた谷筋の空間に居館を配置する。このように防衛空間としての山城部分と、居住空間の居館を分離する構造は、戦国期の城郭に数多く見られるが、近世城郭では珍しく、時代に逆行した二次元分離形態をとっている。これは築城時が小牧・長久手の戦いの翌年で、しかも徳川家康との講和以前の段階となっており、東国に対して臨戦態勢の緊張下にあり、防衛線として八幡山城が機能したことに起因する。
1967年（昭和42年）に山頂の本丸から山麓の居館部分に集中豪雨によって大規模な土砂崩れが発生している。近江八幡市では土砂工事に対応し 史跡指定も視野に入れた遺構の残存状態の確認のため発掘調査が行われている。

### 山城

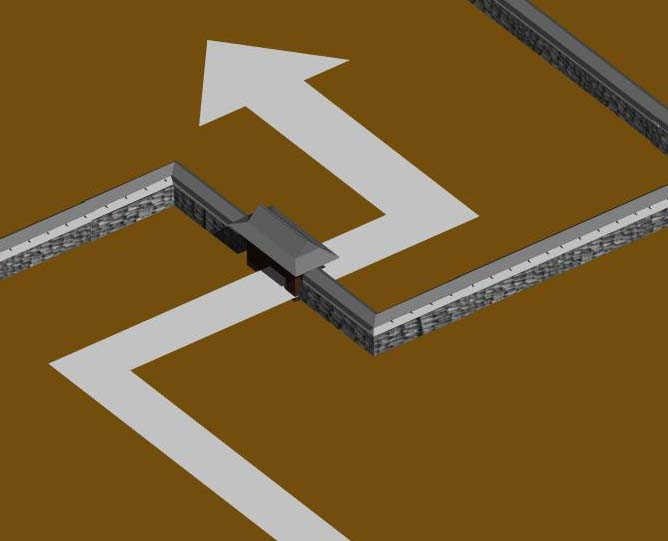
食い違い虎口の例

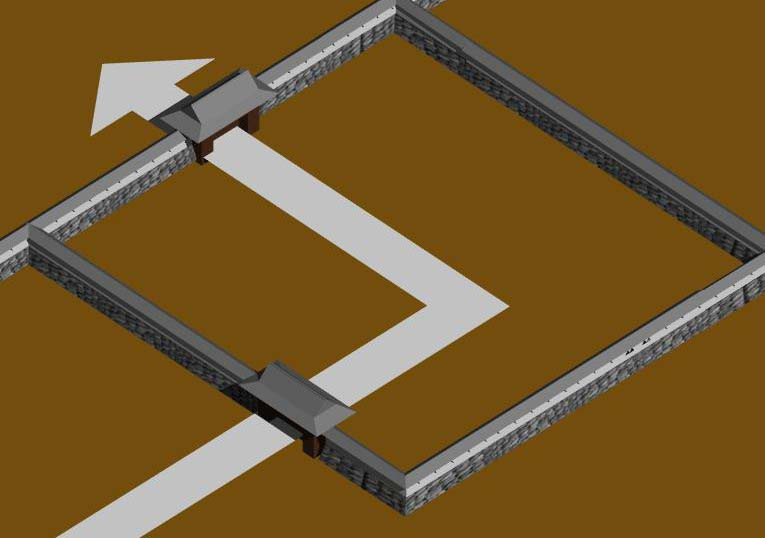
外枡形虎口の例

山城部分は総石垣作りで、本丸、二の丸、北の丸、西の丸、出丸がY字形に延びる放射状に配置され、それぞれに高石垣で構築されている。1963年（昭和38年）に京都より移築された瑞龍寺の門が八幡山城の本丸虎口となっている。また瑞龍寺の移築に伴い事前の発掘調査が行われ、建物礎石、鬼板、軒丸瓦などの多くの遺物が検出された。また礎石の中には五輪塔や宝篋印塔、層塔などの流用礎石を用いたものがあり、石垣の中にも含まれていることから、短期間で築城を目指したと考えられている。
本丸と西の丸に接する西北隅に、15m四方の天守台があり天守がそびえていたと推定されている。本丸の西側の2ヵ所は1953年（昭和28年）の台風13号の影響で石垣が崩壊してしまい、現在はコンクリートで固められている。この部分は西の丸方向に埋門があり、通称「弁慶橋」といわれている埋門の上をかかる櫓の土台石があったと言われているが、これらも崩壊し全く跡をとどめていない。
本丸の虎口は、方形の空間を設け右に折れ内枡形となっている。本丸虎口より90度曲がり、そこから下り二ノ丸に至り、さらに90度に曲がると二ノ丸と平虎口に到っている。この平虎口から本丸に向う動線には、横矢がかかる仕掛けとなっており、鉄砲や弓矢が撃てるようになり防御性を高めている。二の丸には八幡山ロープウェーの八幡城址駅があり、展望館も建設されている。
各曲輪の石垣の隅部分は算木積みになっており、加工された石材が使われている。隅部分の石垣以外は粗割石か自然石が積まれており、本丸の石垣は比較的大きめの石材を使用している。石垣の傾斜も直線的で積まれ反りが見られない。本丸を取り巻くように帯曲輪があり、これは本丸を通らず各曲輪を往来できるバイパスの機能を兼ねている。西の丸、北の丸の地表面には建物礎石跡が露出しており、この曲輪にもなんらかの建物が建っていたと思われている。山城の大手は不明だが、二の丸にあるロープウェー八幡城址駅付近の石垣が大きく崩れており、この付近に存在していた可能性が指摘されている。

この城の石垣は『岩倉石工文章』によると、南方約4kmの地にある岩倉山より石材を運んだという記載がある。

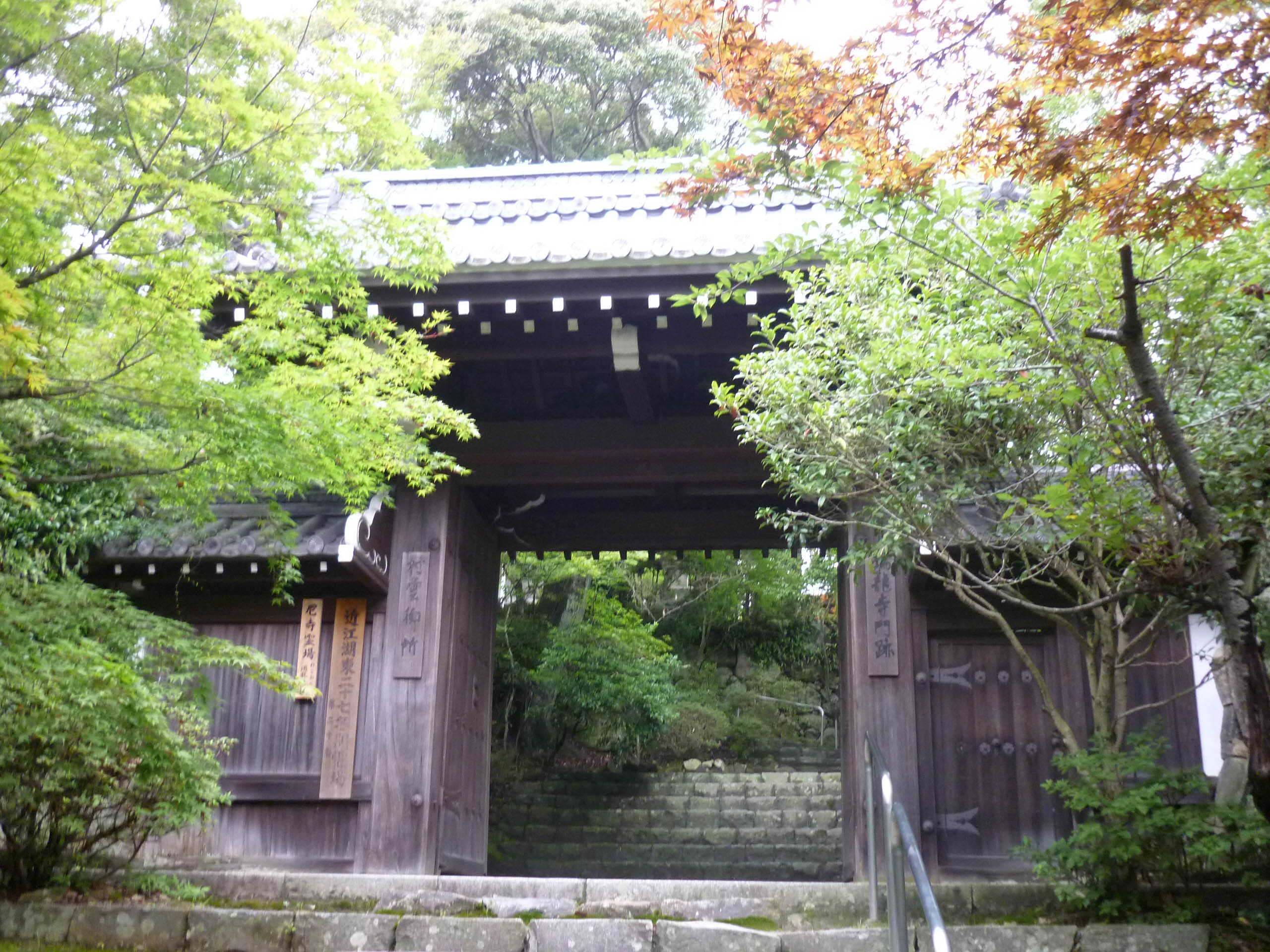
本丸への虎口跡
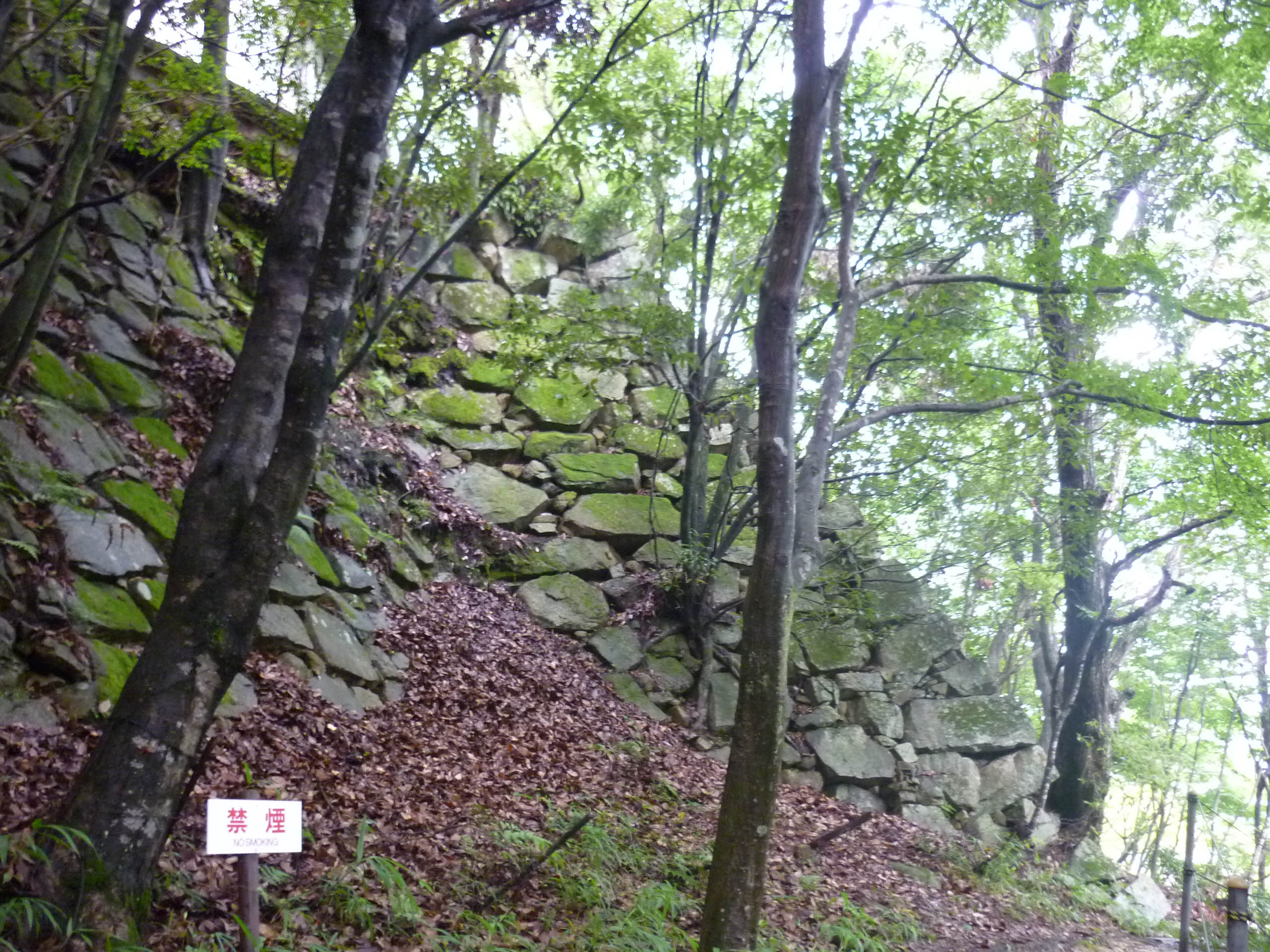
本丸西側の石垣
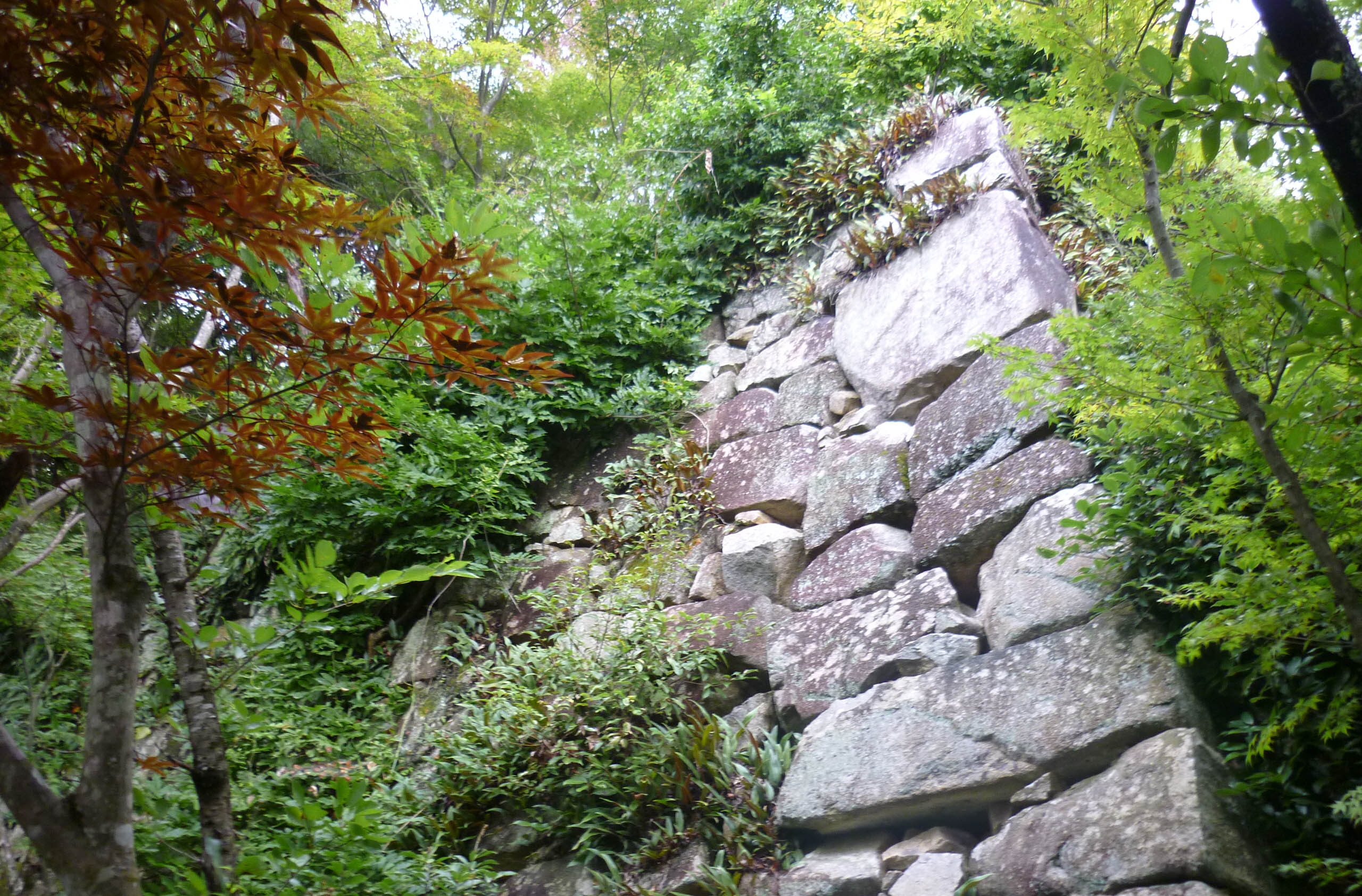
二の丸下の算木積み石垣
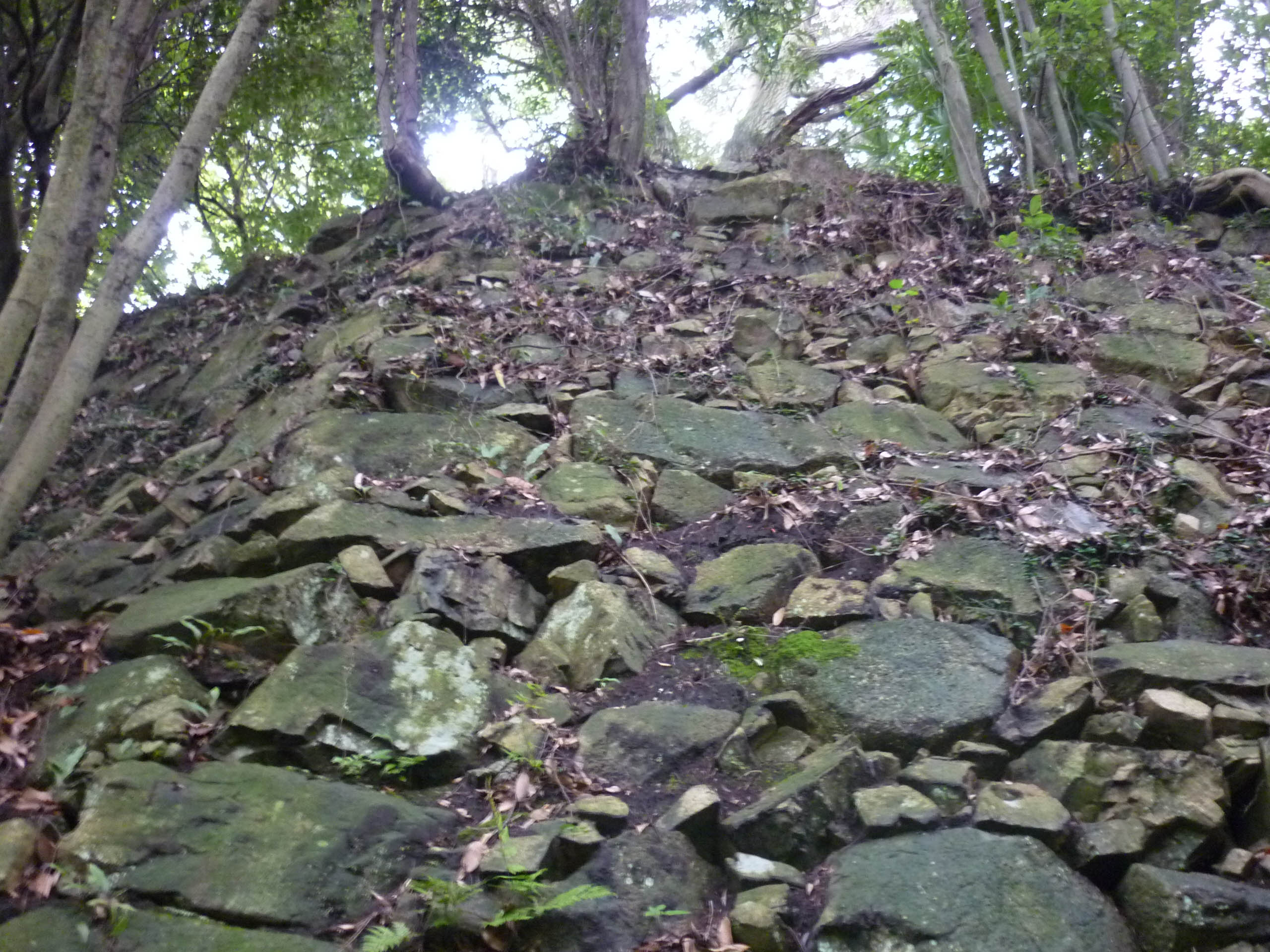
西の丸下の石垣
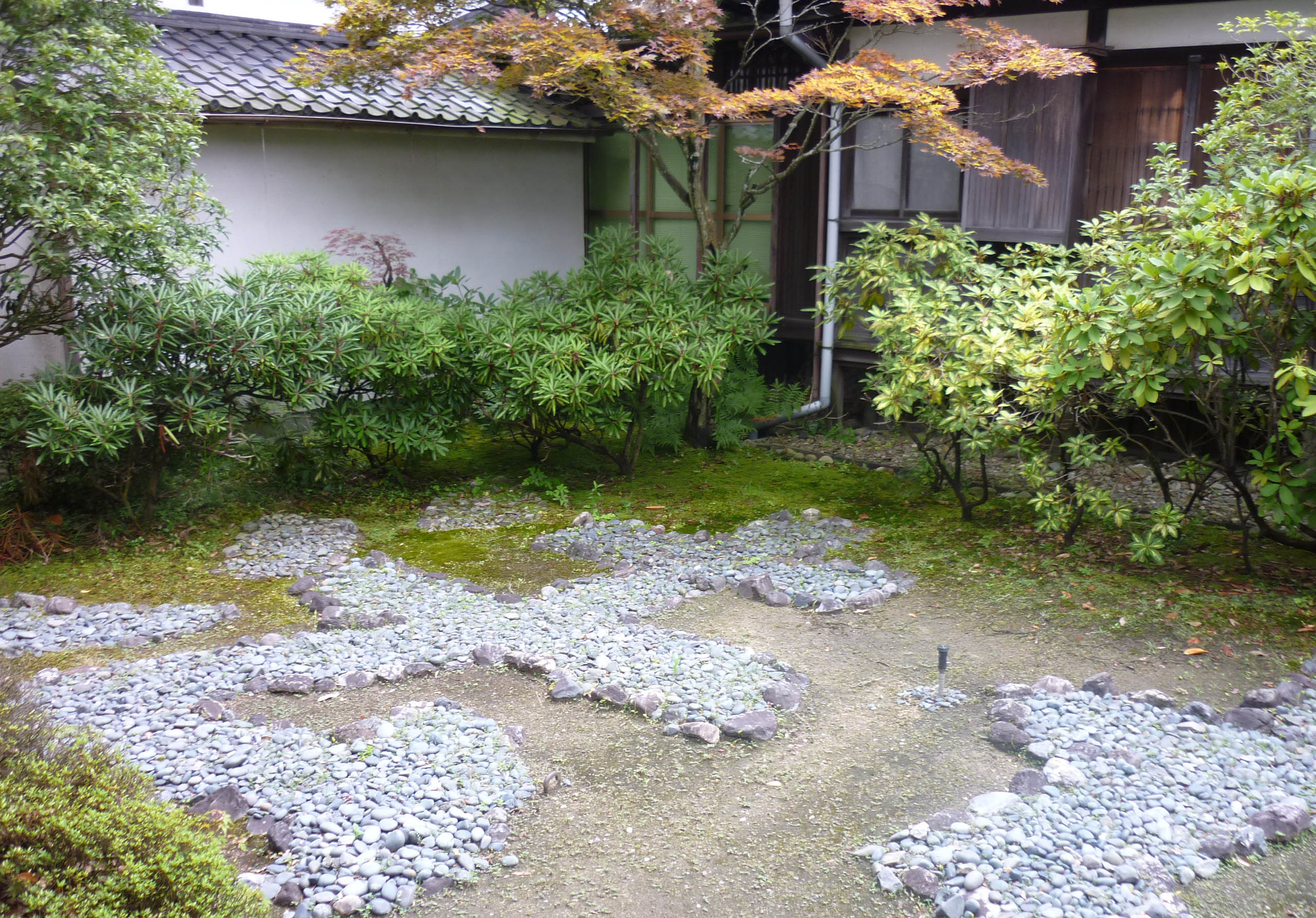
瑞龍寺の中庭（本丸跡）
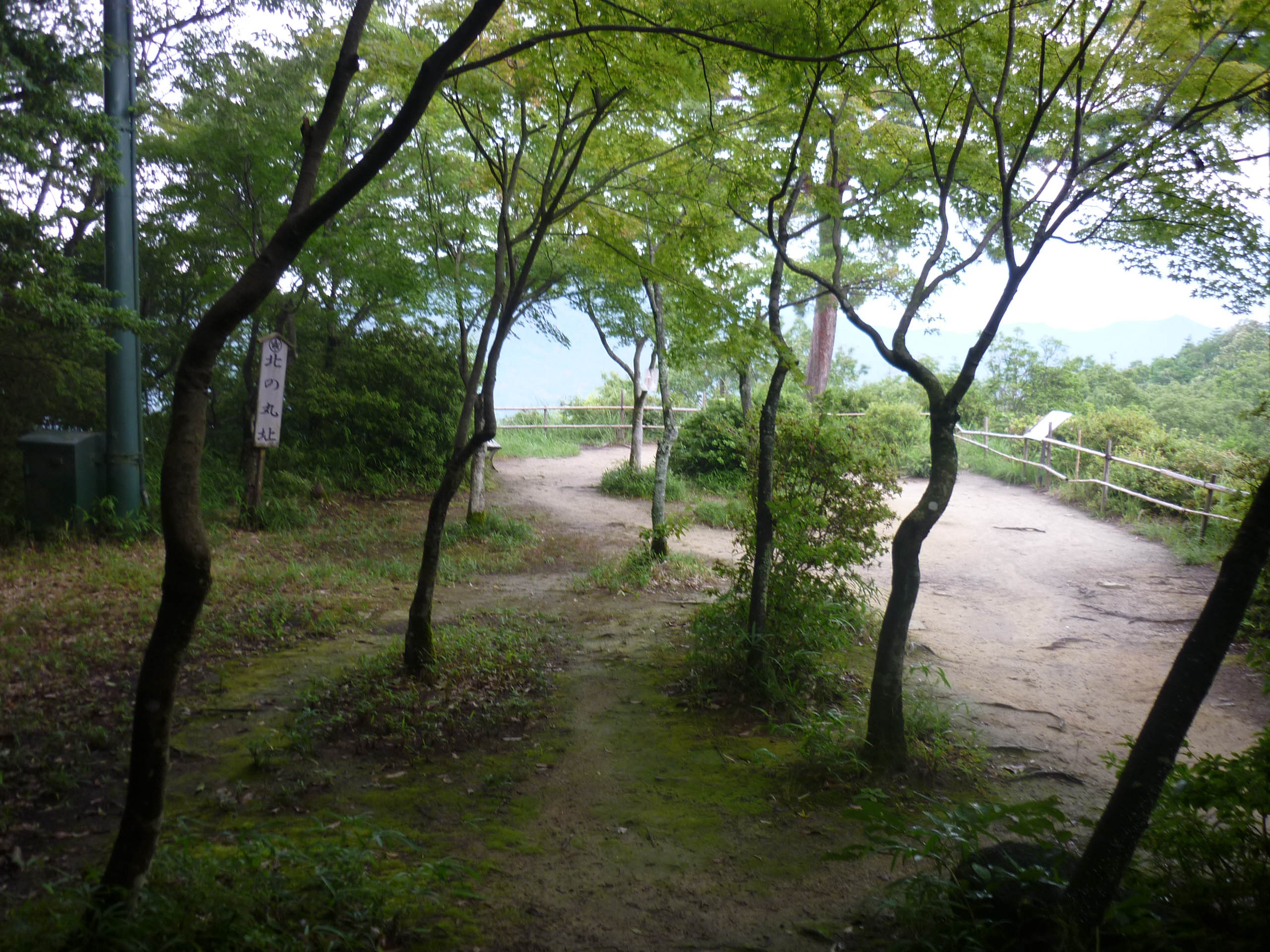
北の丸跡

### 秀次居館
八幡山城の特徴として山城部分とは別に築かれた南山麓の居館部分である。谷地形の中央部分、標高約130mの地点より雛壇状に曲輪が配されており、最上部に位置するのが秀次居館跡で、巨大な内枡形の食い違い虎口があり、その西側には二段、東側には四段の高石垣を構えている。秀次居館跡の石垣も隅部分は算木積みで積まれており、直接的に傾斜する。この部分の築石は部分的ではあるが、鏡石積みで八幡山城の石垣石材の中で、非常に大きな石が使われており、権威の象徴的に使用されている。居館曲輪の平坦地は、東西300m×南北100m余りの大平坦地となっており、山斜面を切り土と盛り土から造成されていることが発掘調査から判明した。下部の家臣屋敷曲輪は誰が居を構えていたかは史料が残っていないため判明しておらず、また近世の改変をうけている部分もある。居館曲輪には大型の礎石建物跡と考えられる礎石列、それに伴う溝、建物に葺かれていた金箔瓦が出土しており、柱間が約2mになるもので、ここには書院造の御殿が建っていたと推定されている。また居館には一直線に伸びる大手道があり、安土城の2倍に達する約270mの距離がある。
伝承によれば、居館が建っていたのは願成就寺の跡地で、同寺を現在の小船木町に移築させた上で造営したとされている。
山城部分と居館部分は共に、総石垣作り、礎石立ち建物、瓦葺き建物など近世的な構造を持っている。しかし縄張り構造や石垣技法から山城の方がやや新しいとの指摘がある。「「雉城」状の突出部や矢穴石垣は、天正期の他の織豊系城郭に見られず、文禄・慶長の役の倭城やその後の国内城郭に多く見られる手法である。このことから山城部分は京極段階に改修された可能性が考えられる」としており、山城部分は倭城城郭の特徴と類似点があり、京極高次の改修が考えられるとしている。

### 城下町
城下町は、安土城の城下町の町民を移して町づくりを始め、近隣の町村からも移住を促した。町並みは横筋4通り、縦筋12通りを中心に碁盤目状に作った。他の城下町は町筋をジグザグにし防備能力を高めるのに対して、八幡山城下町は、商業振興第一主義に切り替えた平和的な政策であったと考えられている。東から二筋を大工町、鍛冶屋町、畳屋町、鉄砲町などの職人の居住区でしめ、三筋目から西へ十筋を、仲屋町筋、為心町筋、魚屋町筋、新町筋、小幡町などの商人とした。これら町名も安土城下町との共通町名が多い。
またこれも安土城同様中世の特権商人組織であった、座、市を外し八幡楽市楽座とした。これは羽柴秀次が築城した翌年天正14年（1586年）6月に掟書を発布した。八幡楽市楽座令は、13条からの条文で成り立っており、安土楽市楽座令と酷似している。両条文は細かな違いはあるが、それは歴史的条件の違い、織田信長と羽柴秀次の権力の違いによると考えられている。後日この地より近江商人が出て全国に発展することになり、この時の八幡楽市楽座令が基礎を築いた。

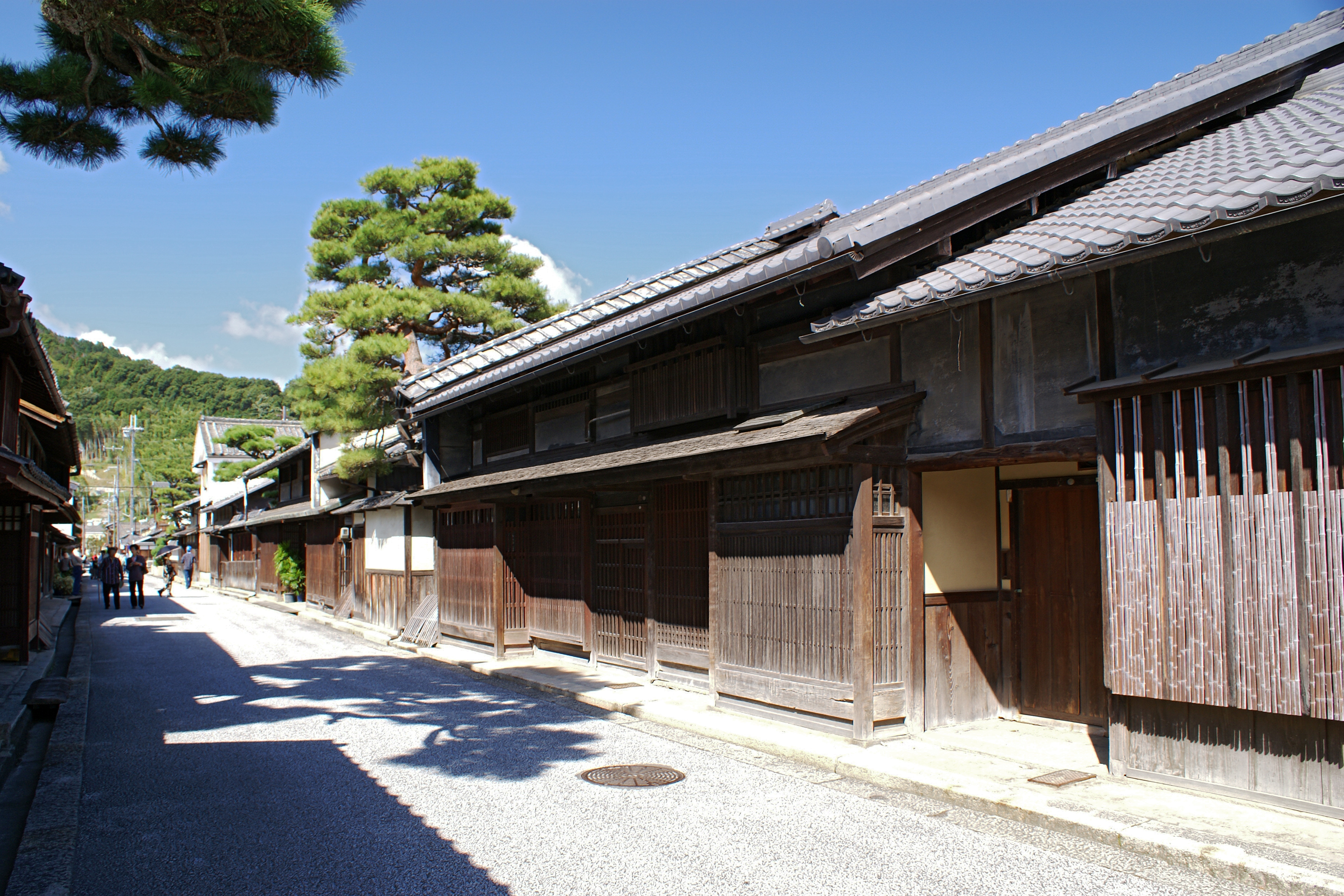
八幡城下町（新町筋）
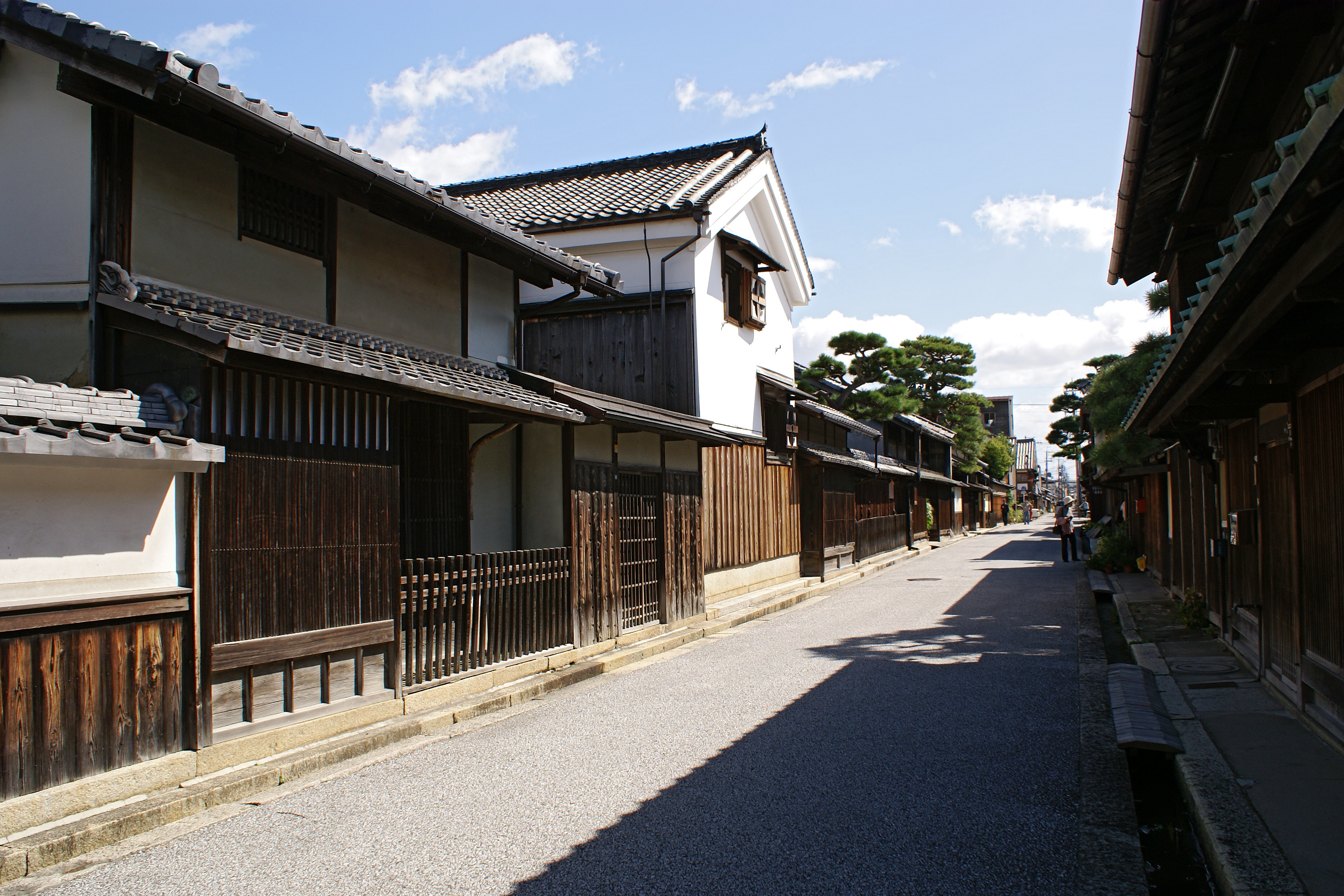
八幡城下町（新町筋）
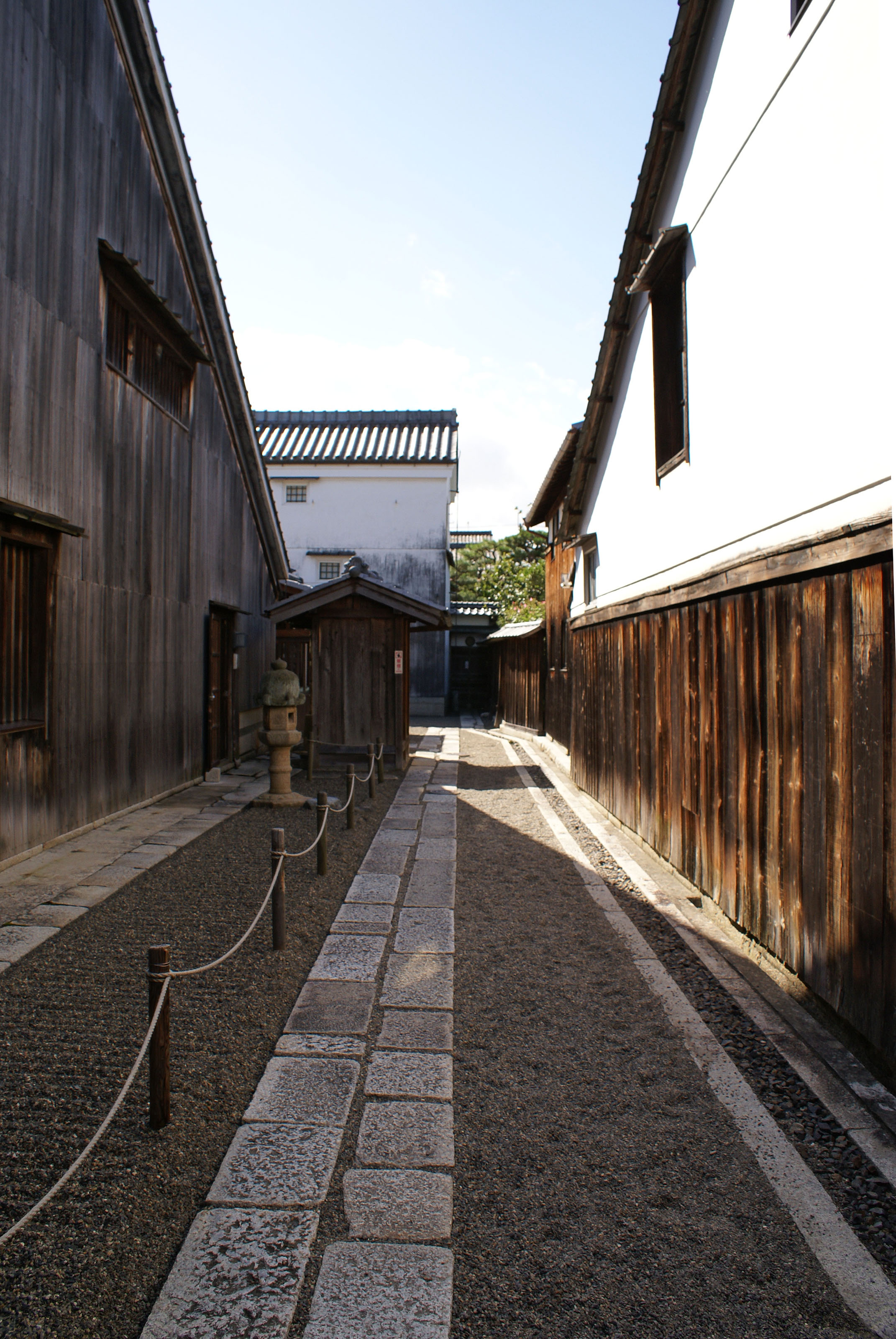
八幡城下町（新町筋）

### 八幡堀
八幡堀は琵琶湖から引いた八幡町の外に巡らし、八幡山の麓を八幡堀と塁で囲み、その中に羽柴秀次居館や武家屋敷を配し、防御と同時に運河として重視した。長さ6kmに及ぶ八幡掘は廃城後も明治時代、大正時代まで商工業の動脈として役割を果たしていた。堀幅11-18m、深さ1.4mの規模を持っている。琵琶湖から直接舟入できるようにし、羽柴秀次時代には往来する舟は八幡に立ち寄らなければならない決まりを出した。八幡浦は回船業を営むことができる親浦の一つで、琵琶湖では他に大津浦と堅田浦の三ヵ所だけであった。物流の拠点の一つであったが、北前船の開設により急速に減退していった。

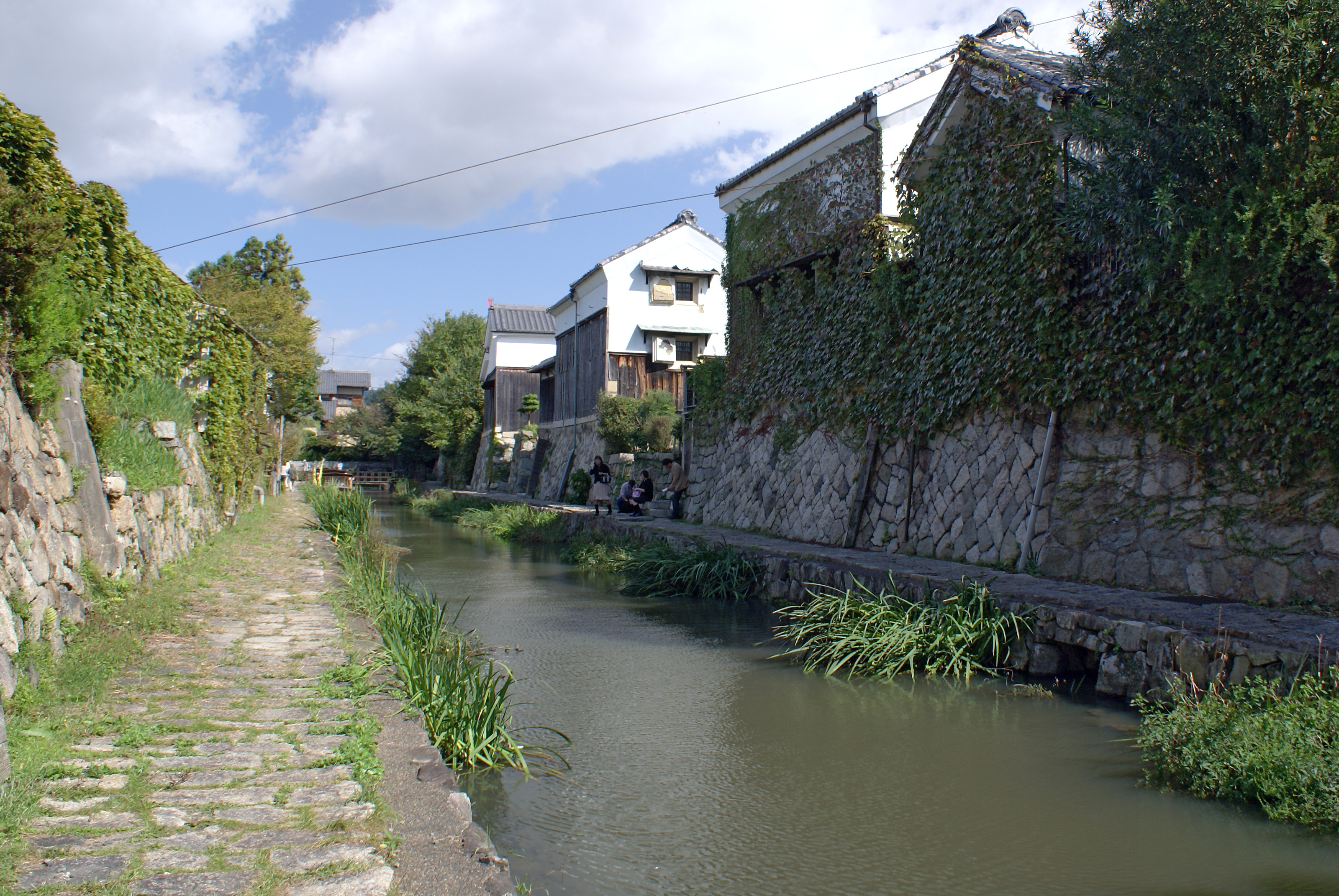
八幡堀
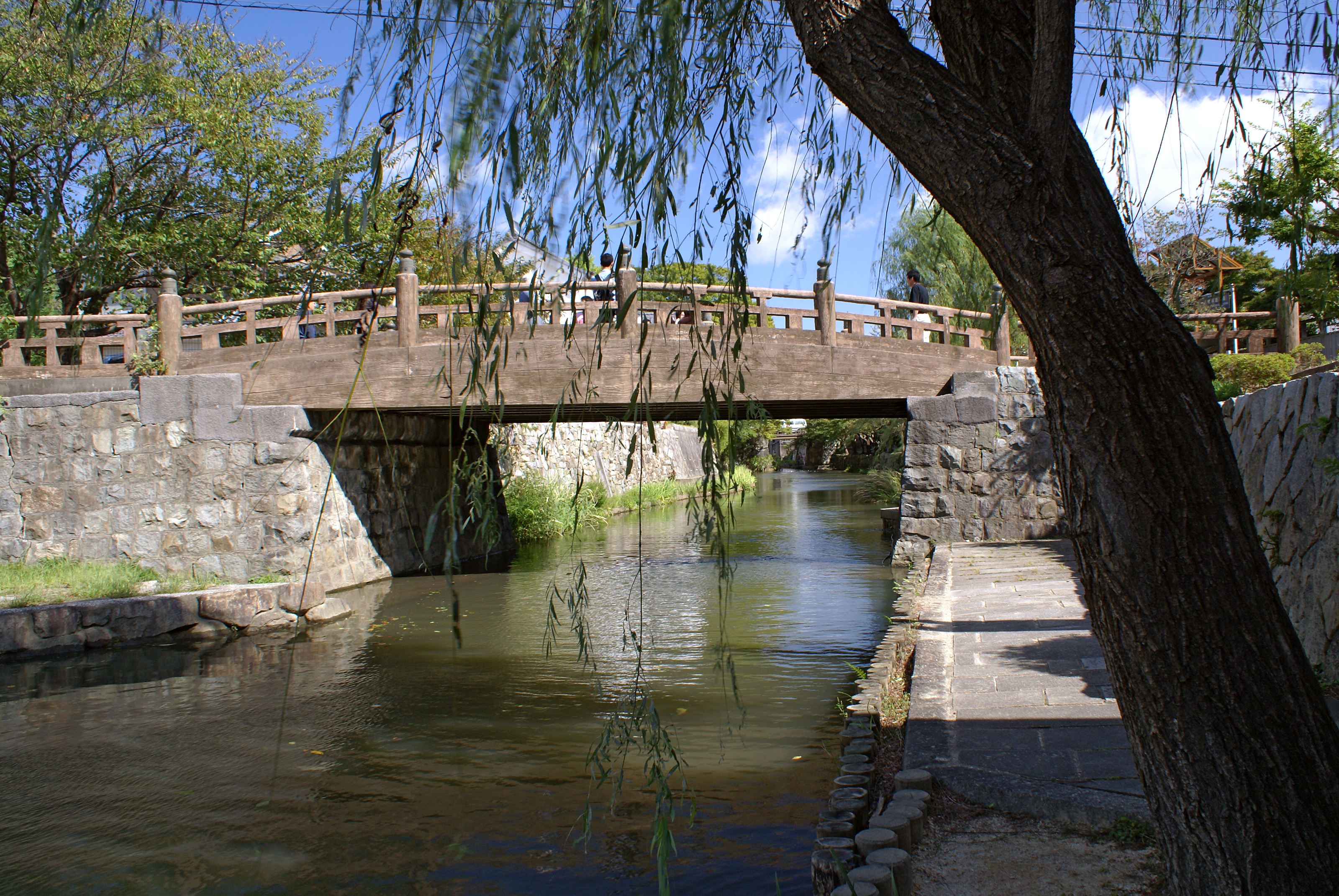
明治橋
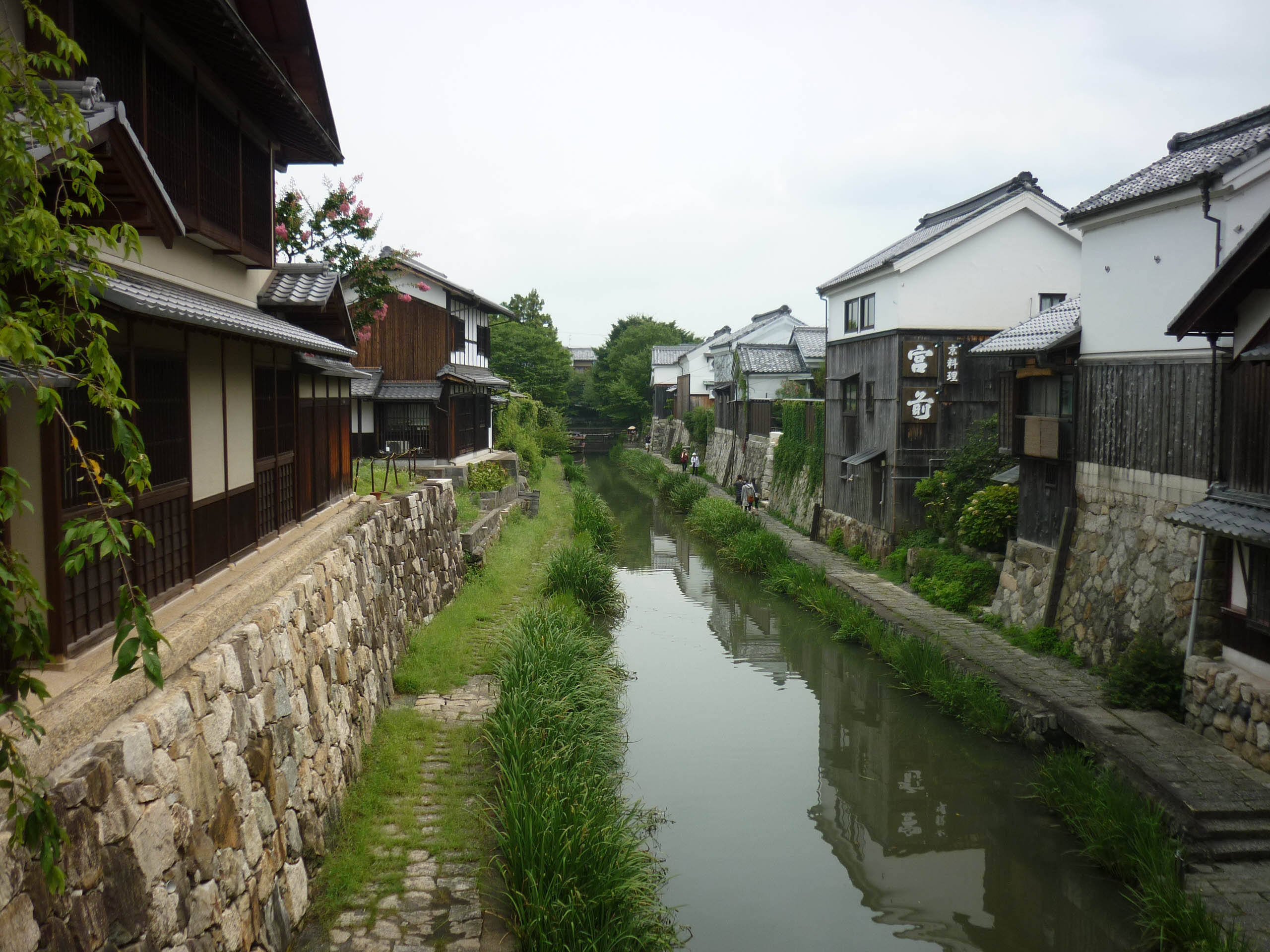
八幡堀

## 城跡へのアクセス

### 電車でのアクセス
- JR東海道本線（琵琶湖線）および近江鉄道八日市線（万葉あかね線）近江八幡駅から近江鉄道バス（長命寺行き）で八幡堀（大杉町）八幡山ロープウェー口停留所下車、徒歩5分→八幡山ロープウェー

### 車でのアクセス
- 名神高速道路竜王IC→国道477号→滋賀県道2号大津能登川長浜線→八幡山ロープウェー

※八幡公園に無料駐車場あり。

## ギャラリー

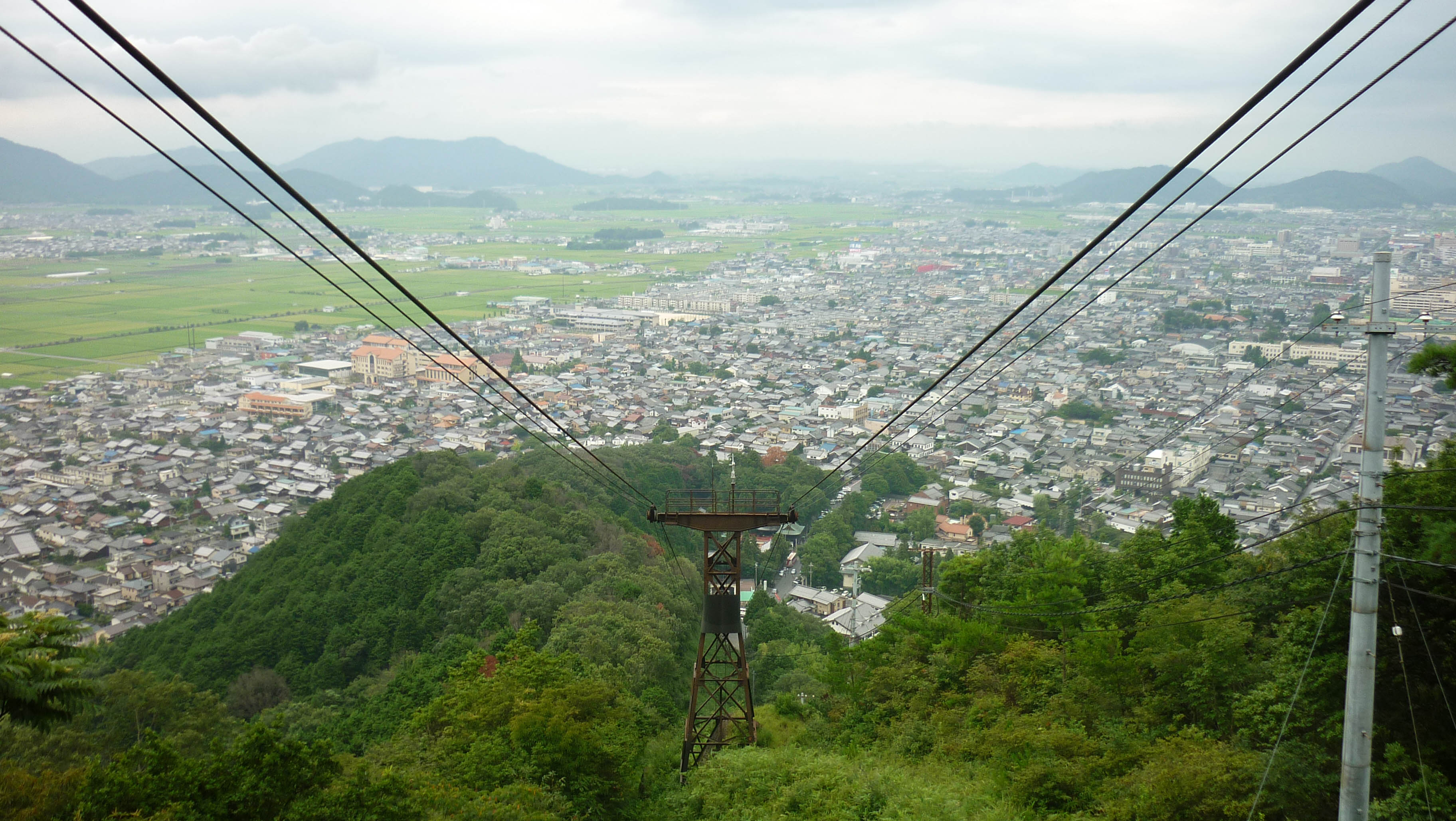
二の丸から城下町方向の眺望
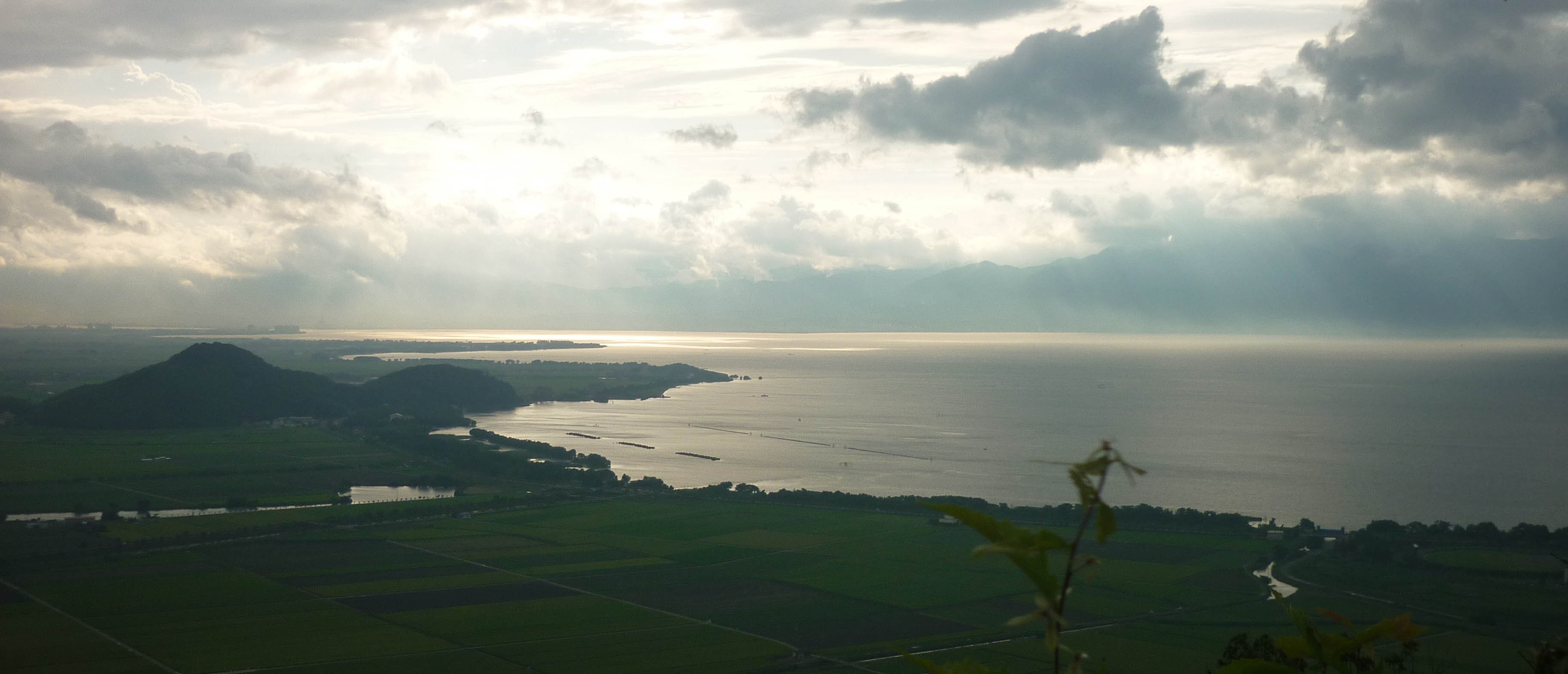
西の丸から琵琶湖方向の眺望
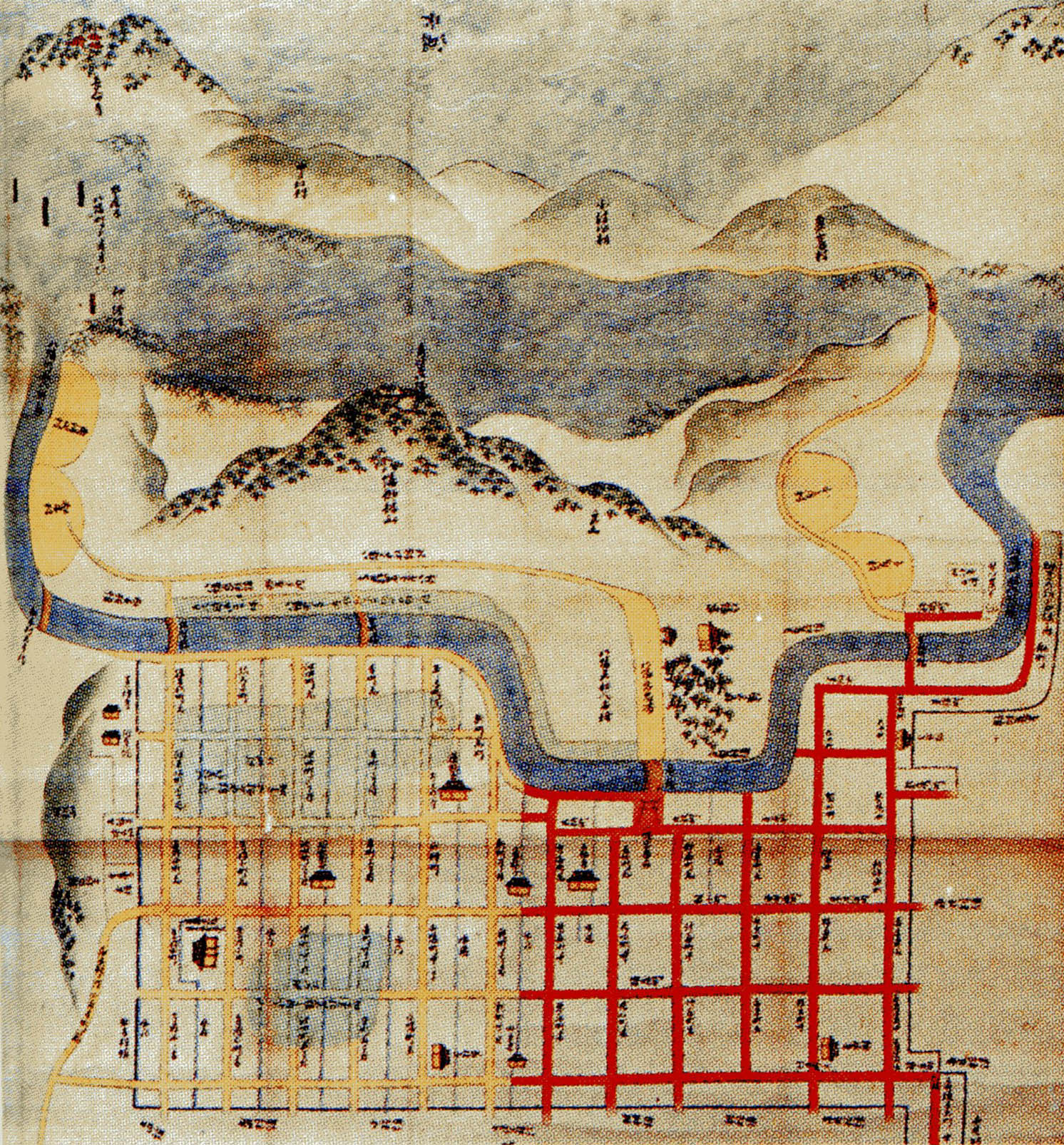
近江八幡惣絵図/近江八幡市立資料館蔵
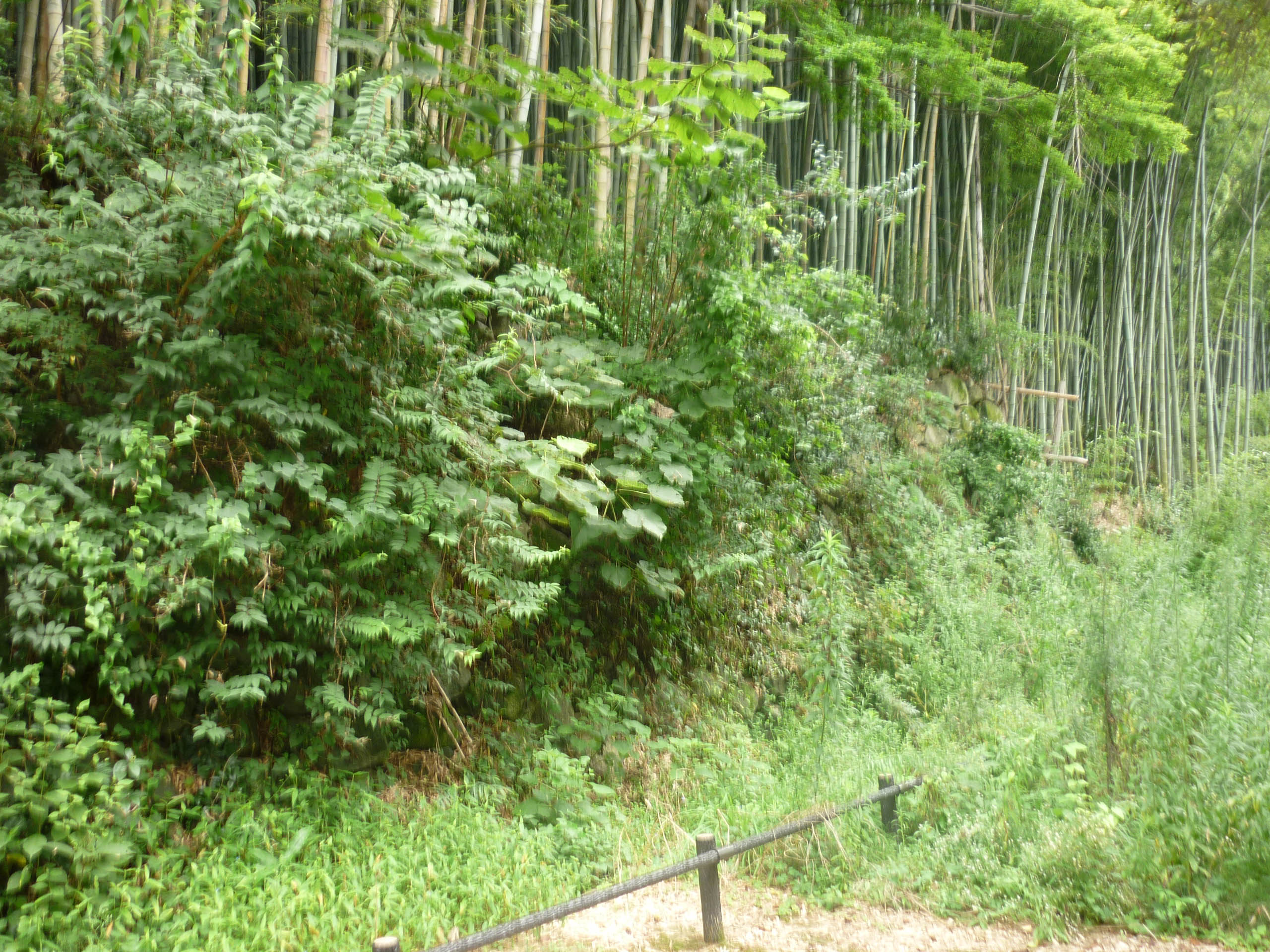
居館下の高石垣
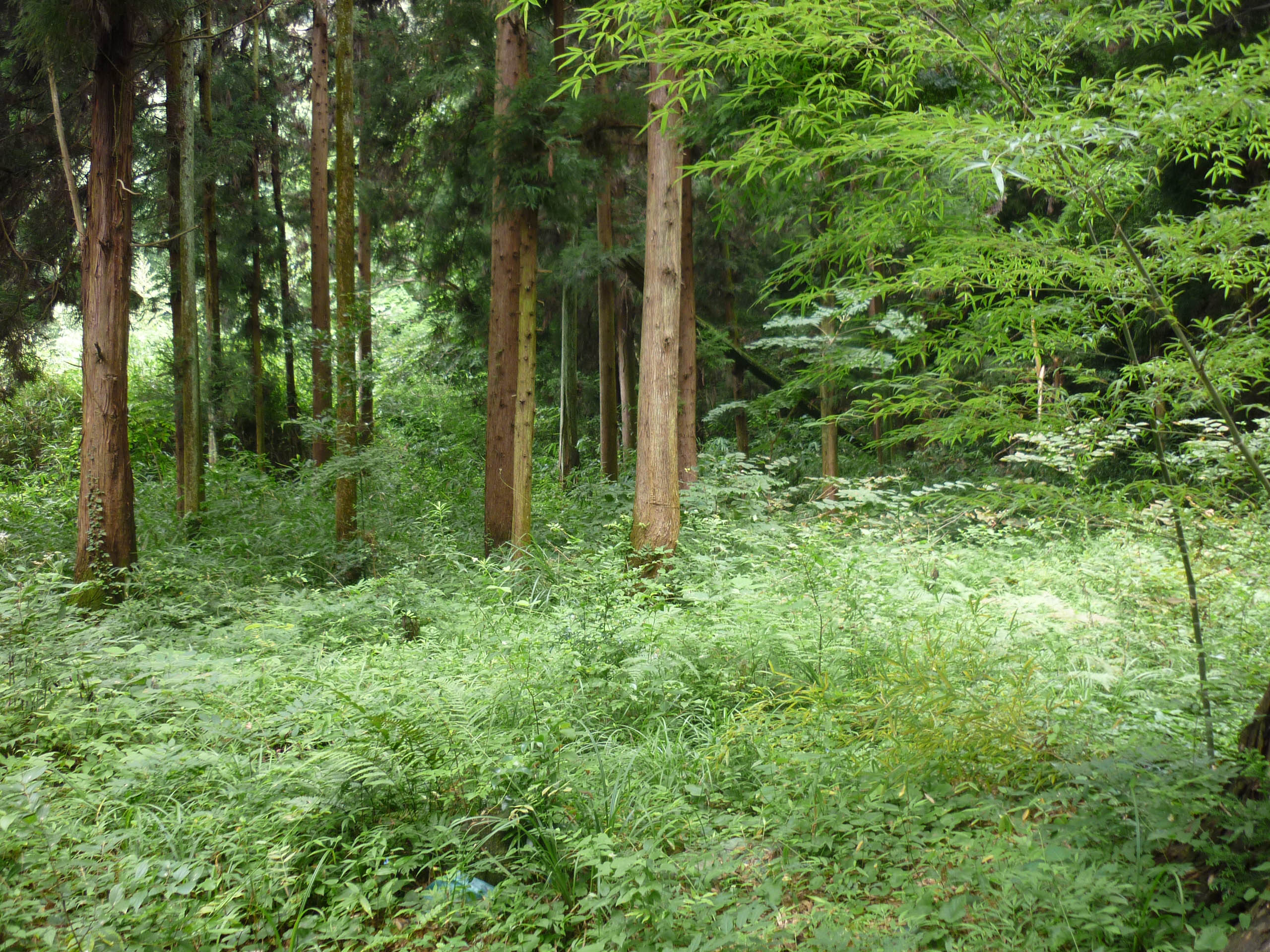
秀次居館曲輪跡
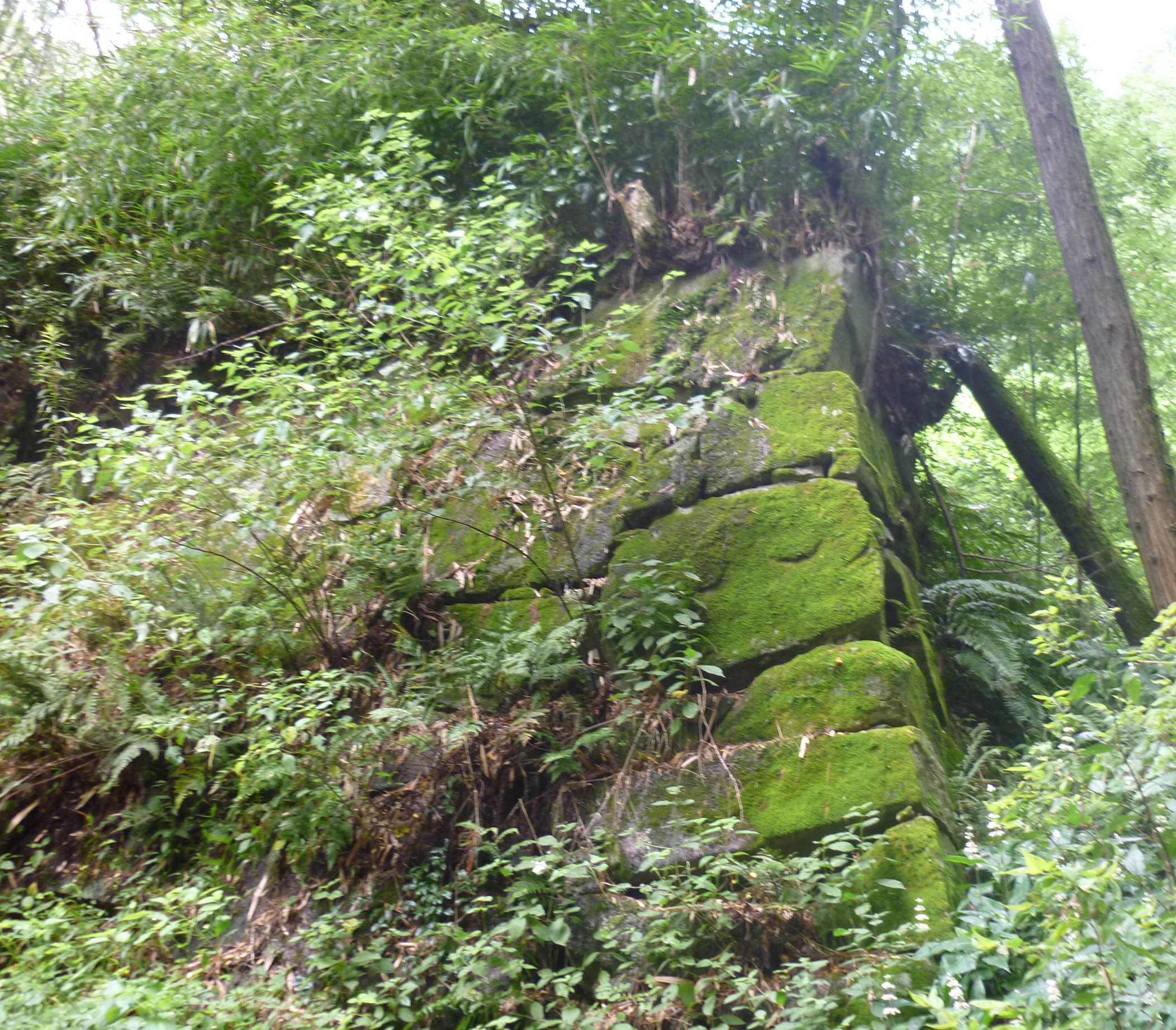
隅部分の算木積み
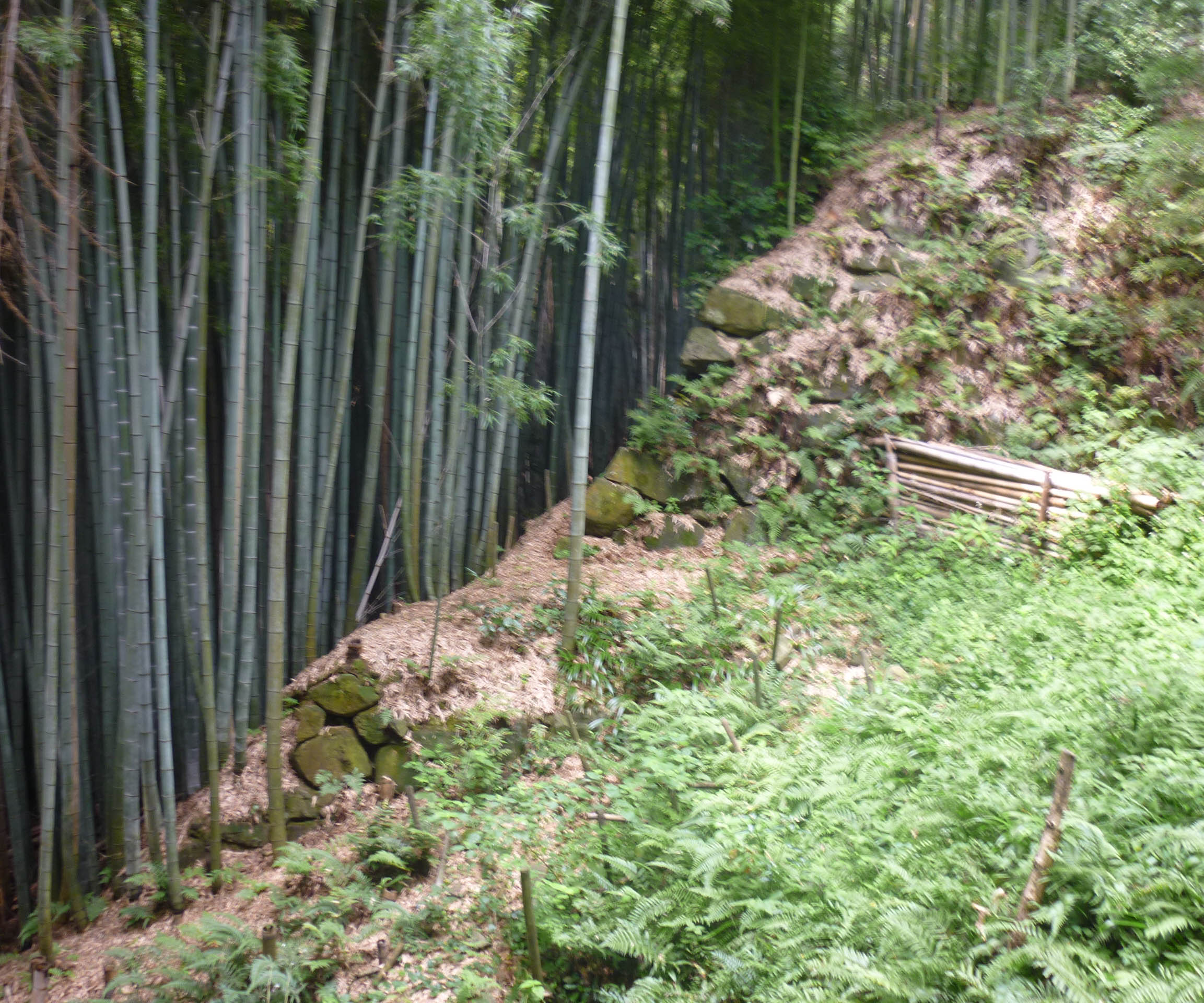
東側の四段高石垣
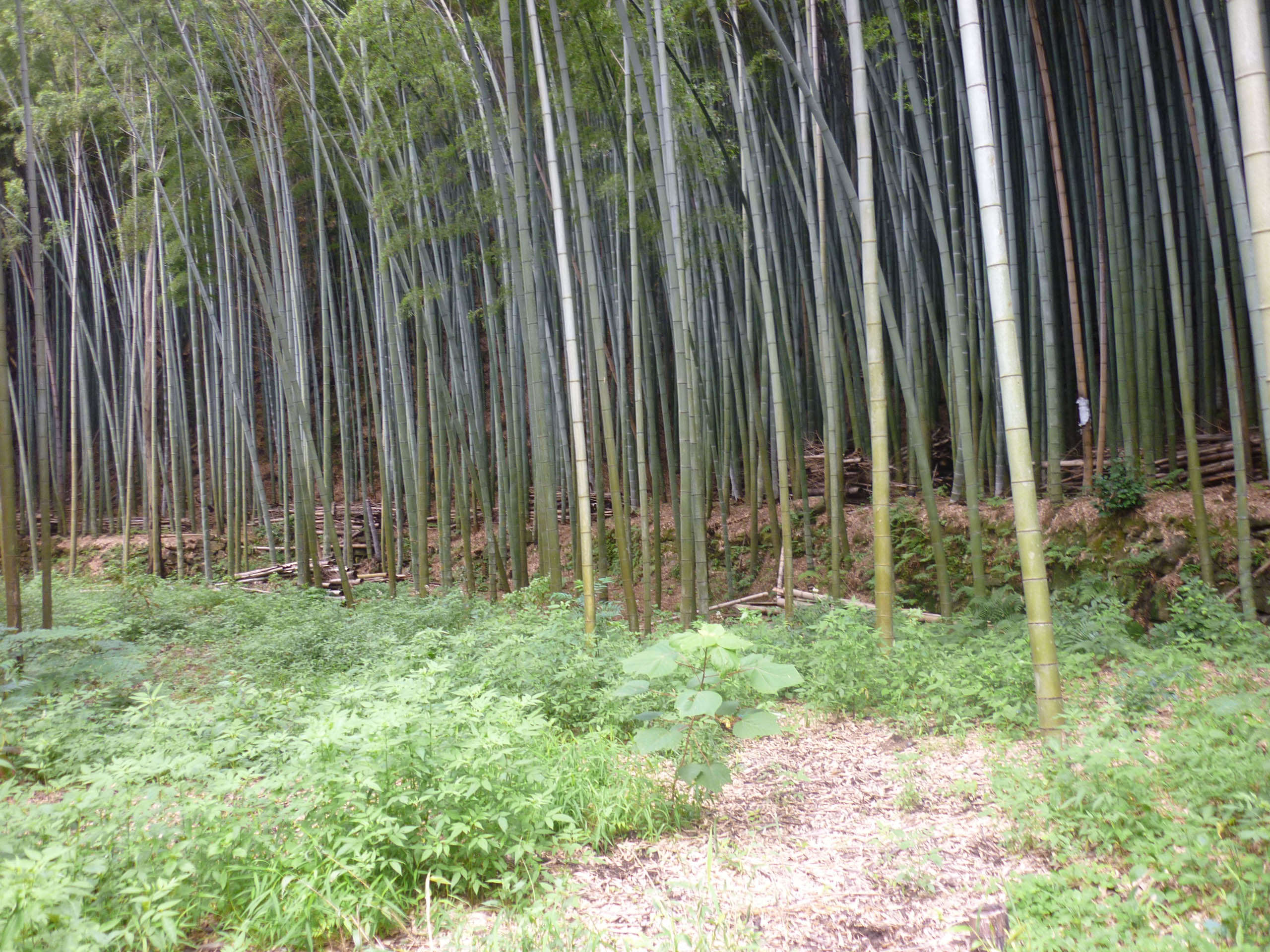
家臣曲輪跡と石垣
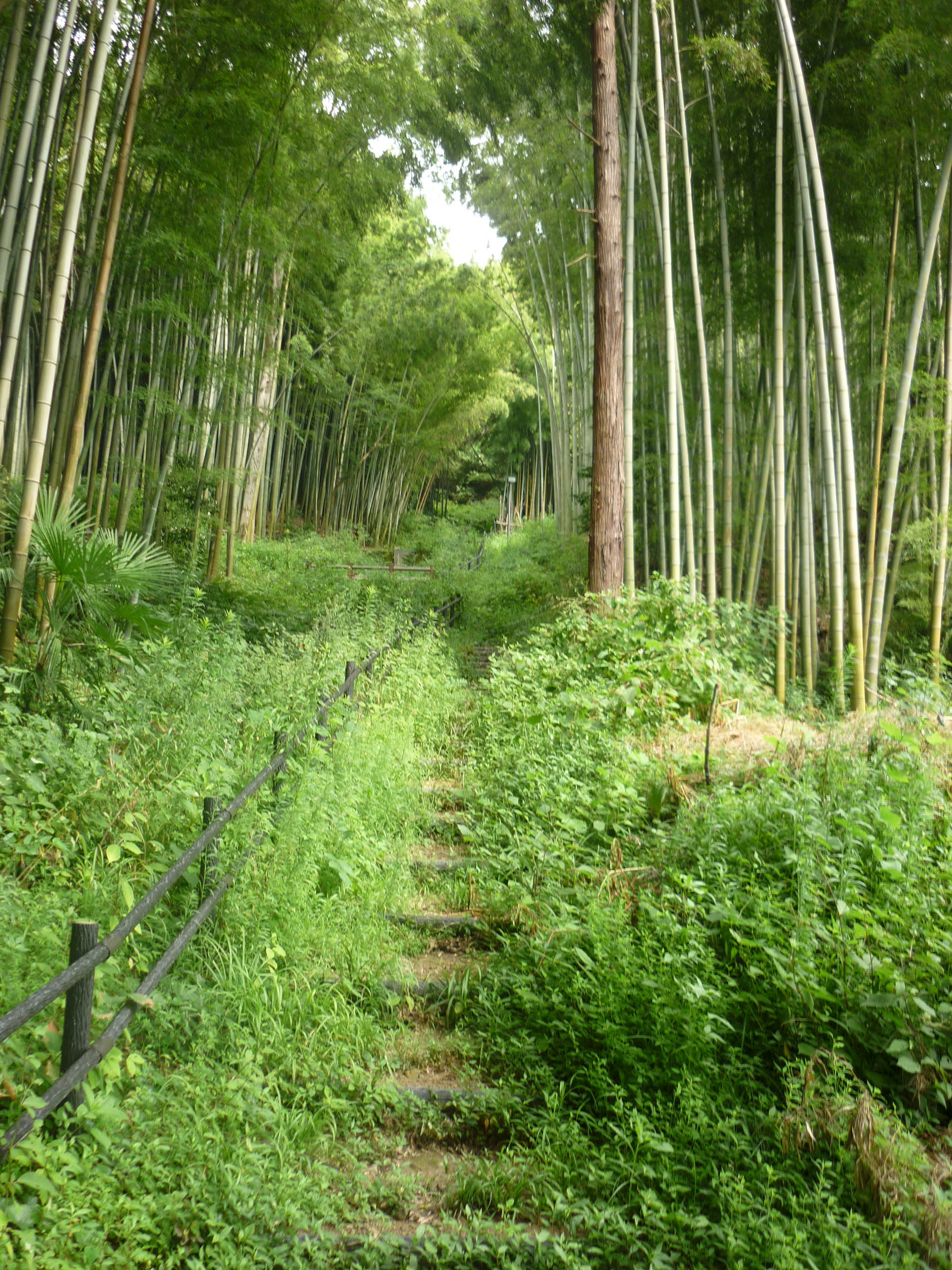
居館への大手
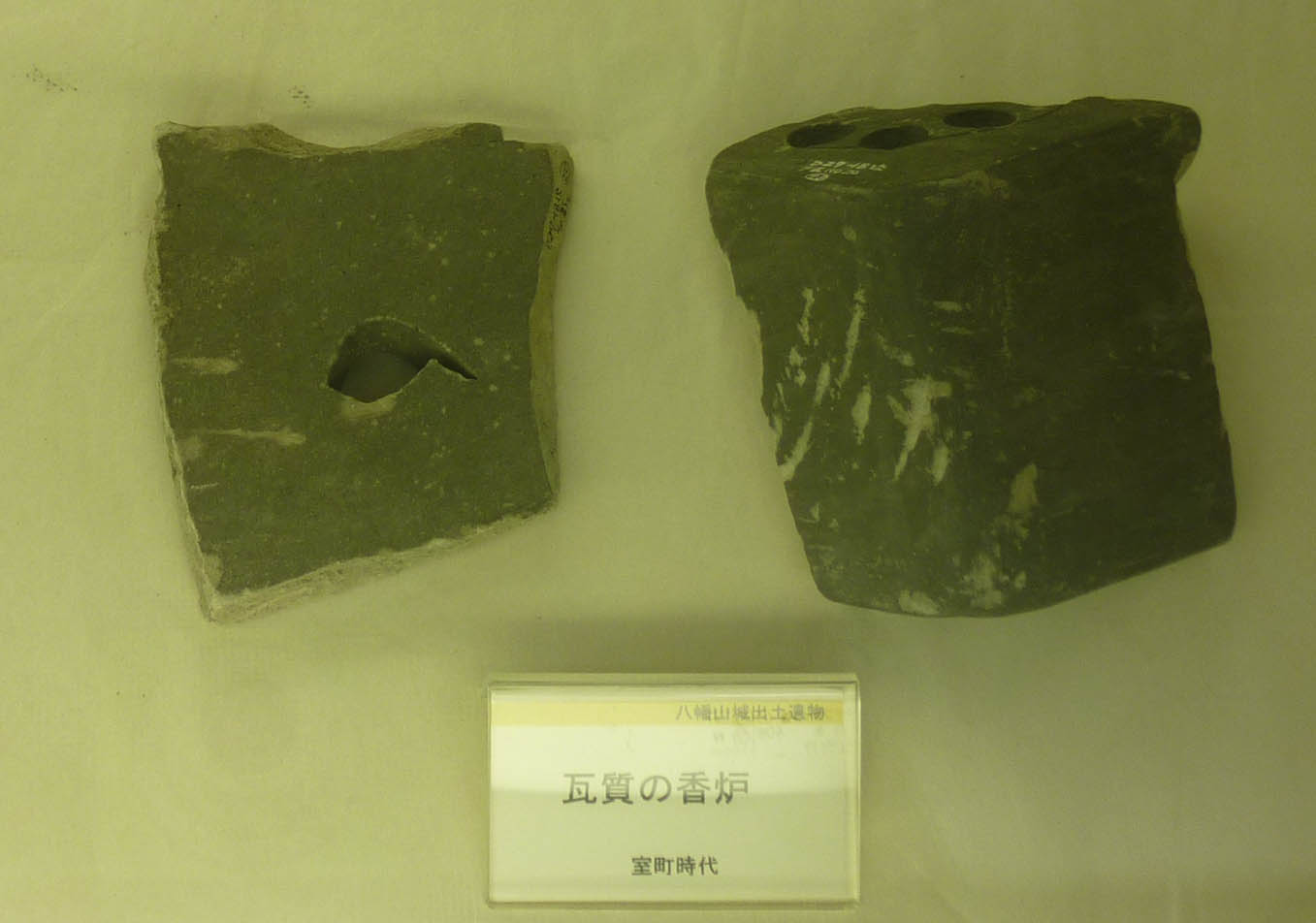
瓦質の香炉/近江八幡市立図書館所蔵
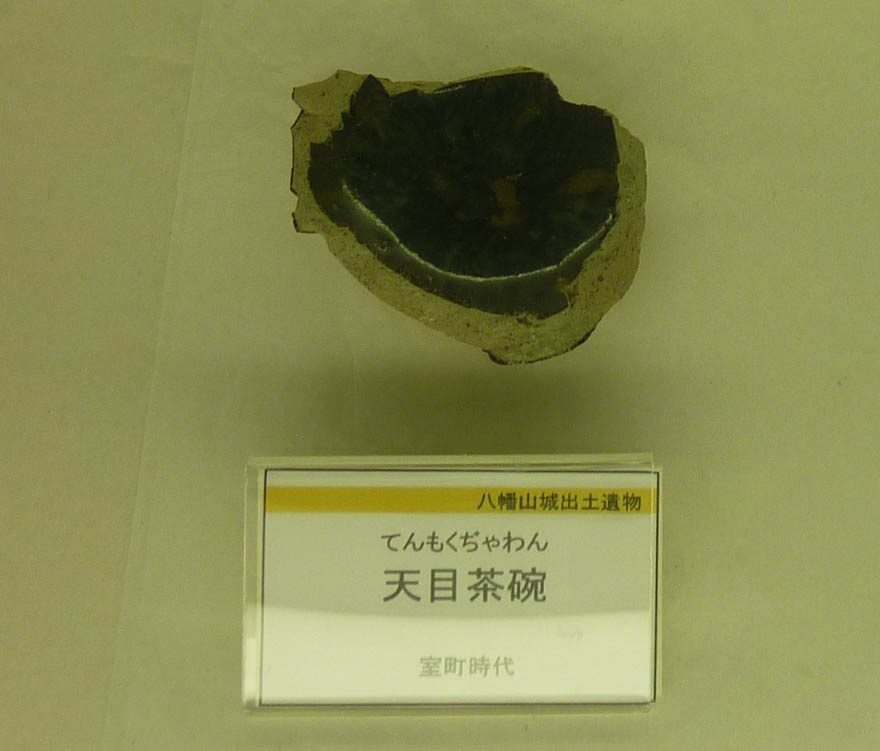
天目茶碗/近江八幡市立図書館所蔵
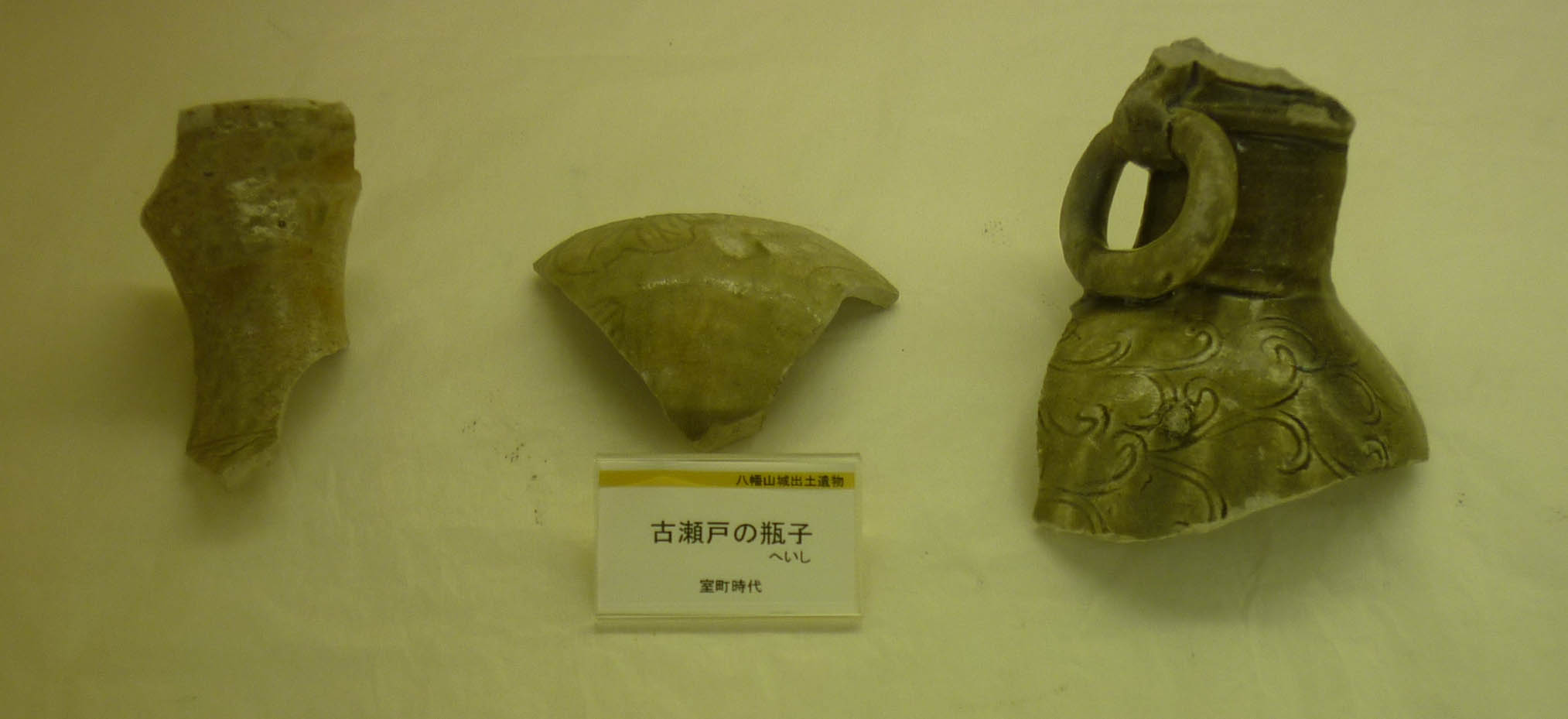
古瀬戸の瓶子/近江八幡市立図書館所蔵
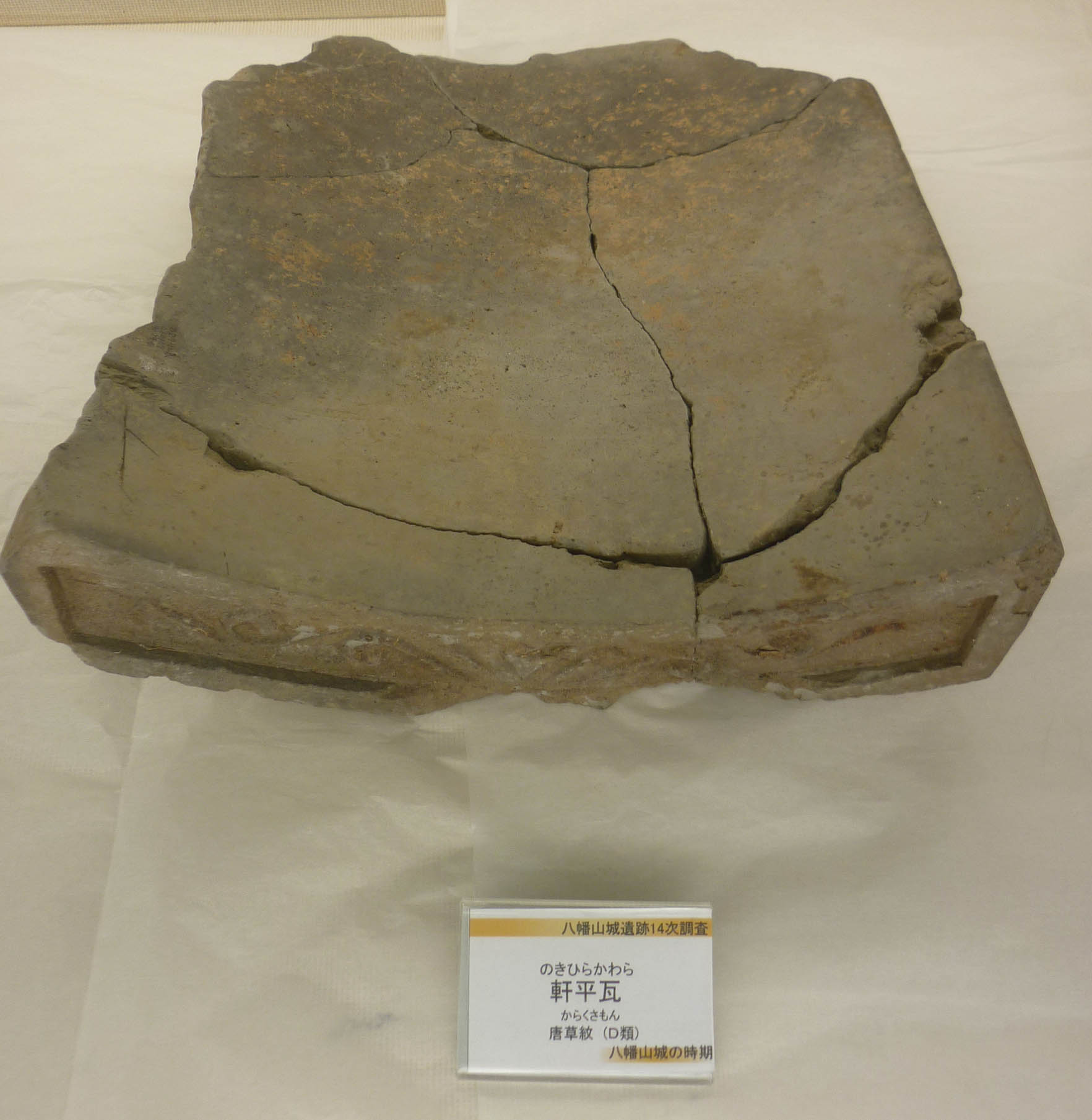
軒平瓦/近江八幡市立図書館所蔵
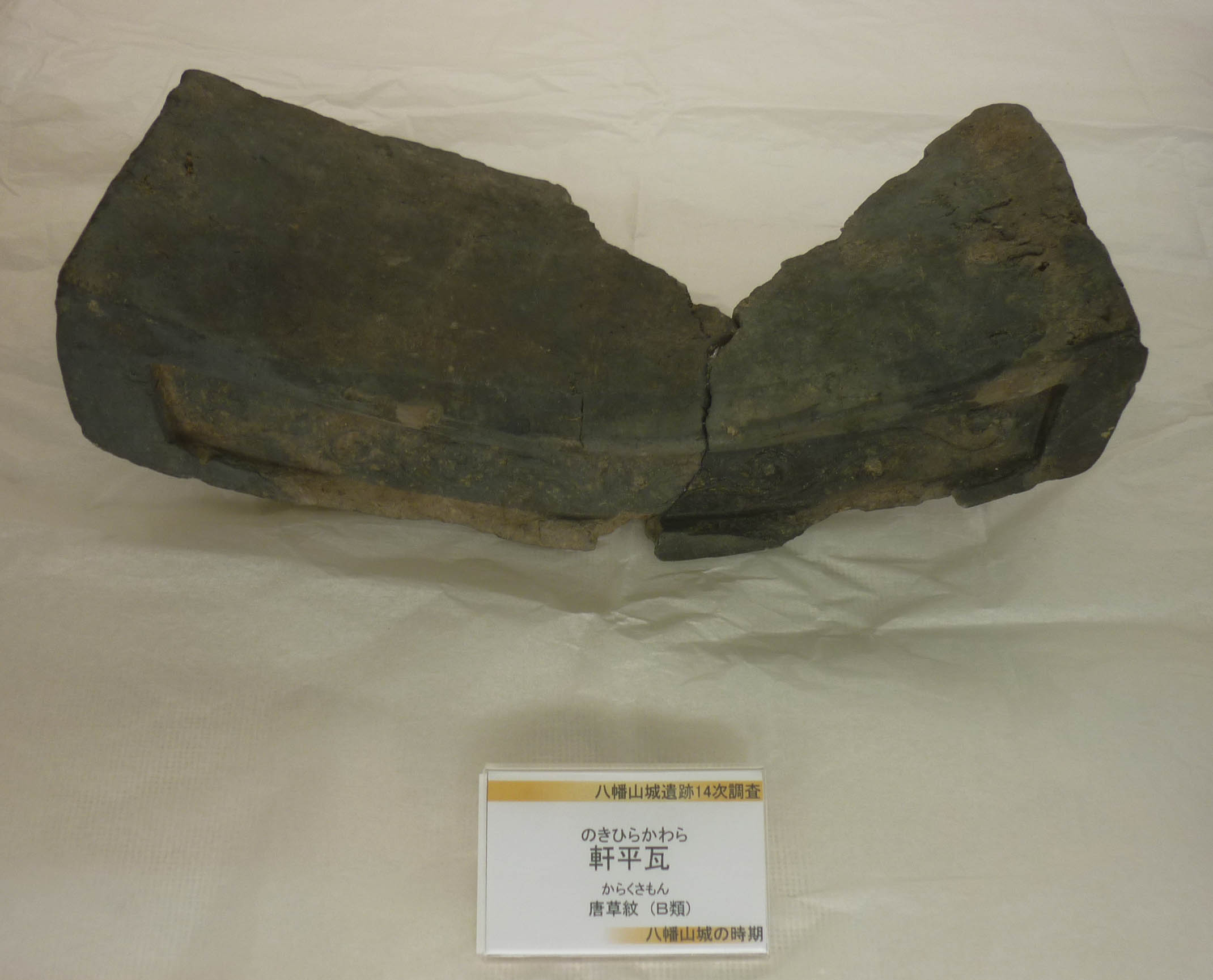
軒平瓦/近江八幡市立図書館所蔵
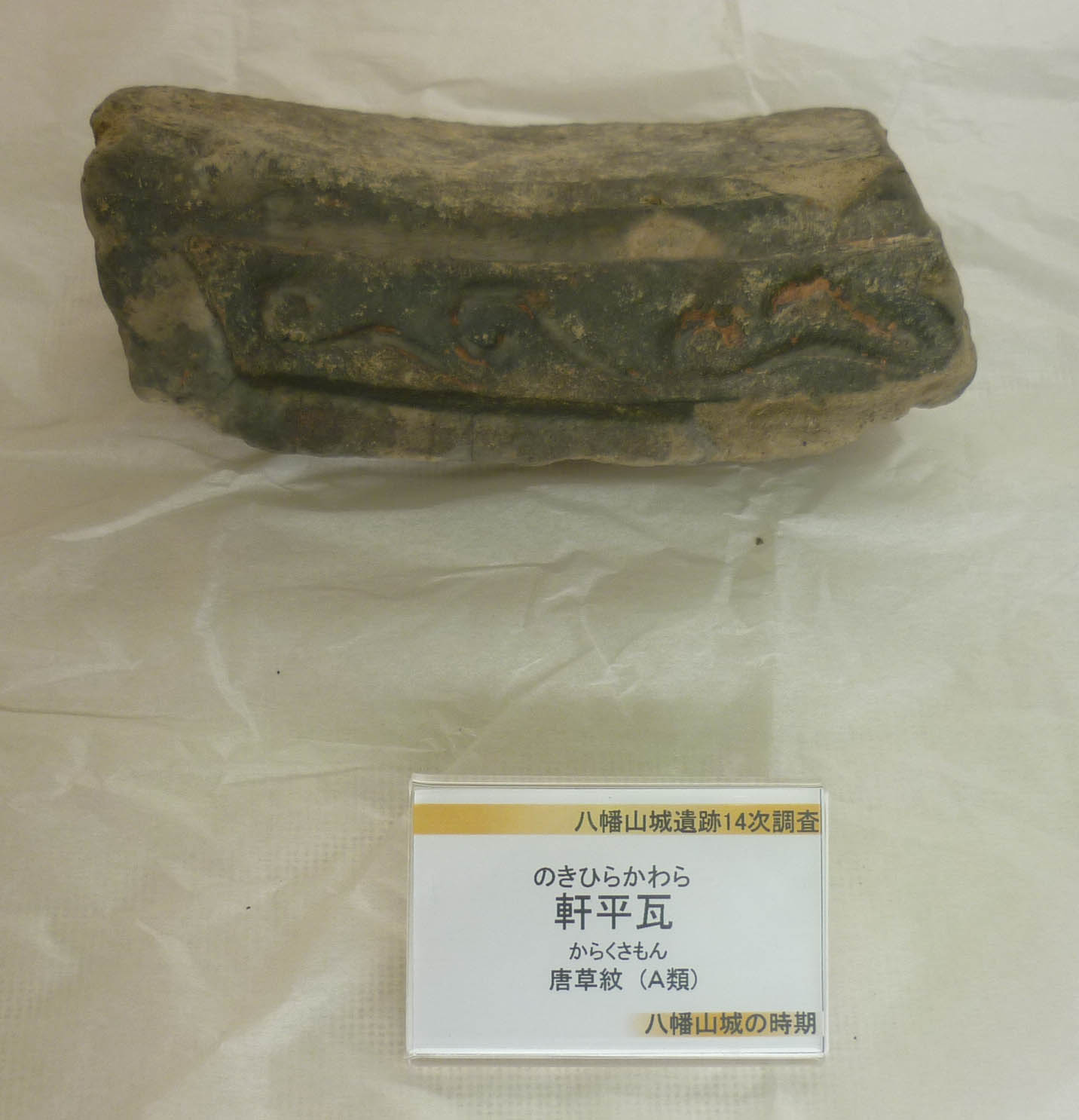
唐草紋入りの軒平瓦/近江八幡市立図書館所蔵